# Carnaval de Tarazona de la Mancha
El Carnaval es la fiesta más importante y conocida que se celebra en la localidad de Tarazona de la Mancha (Albacete). Está declarada como Fiesta de Interés Turístico Regional en Castilla-La Mancha desde el año 2013.

## Historia

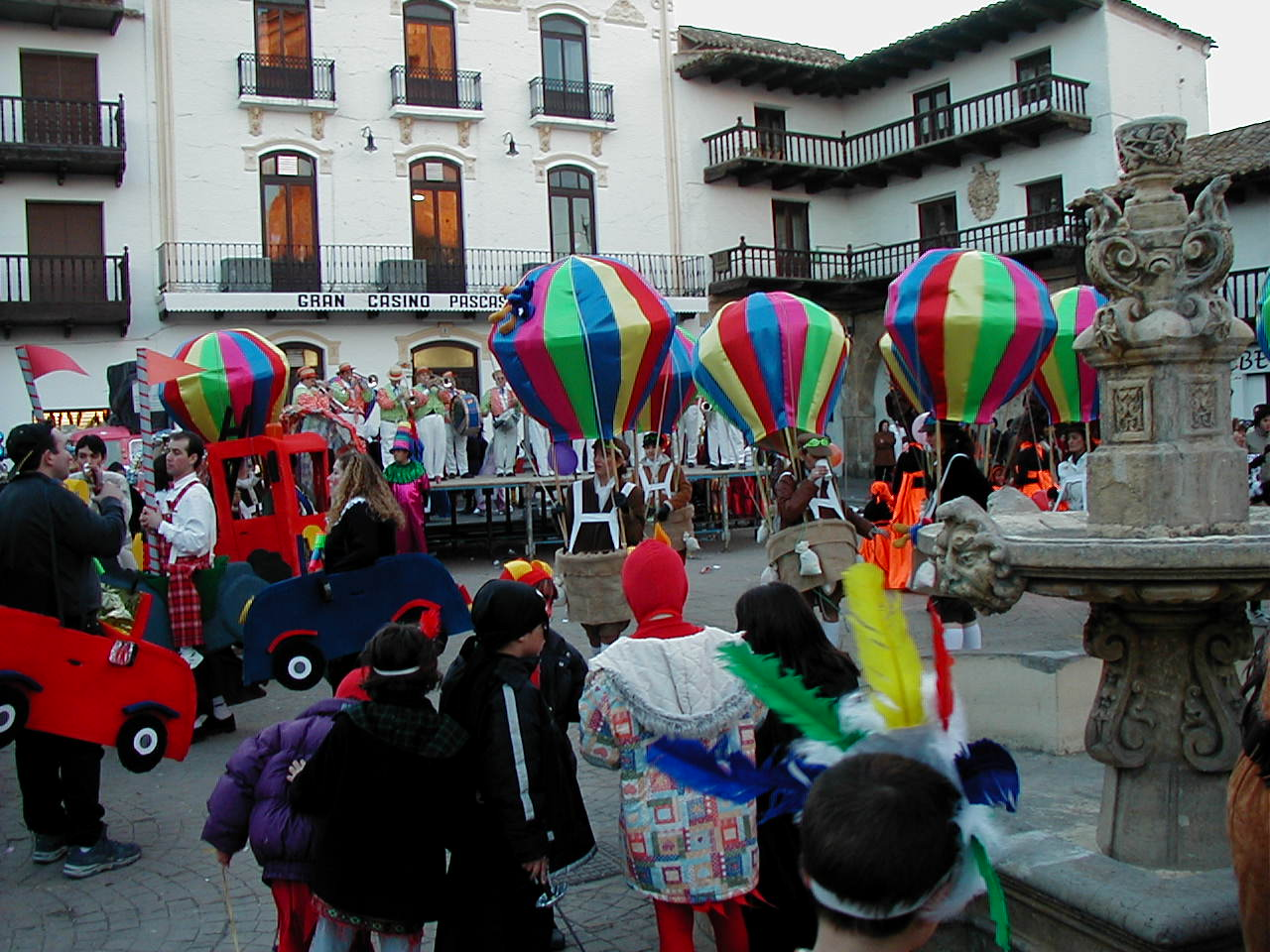
Desfile plaza mayor

Posiblemente, los orígenes del Carnaval en Tarazona de la Mancha datan de la época medieval. Miguel de Cervantes en su libro "El ingenioso hidalgo Don Quijote de la Mancha" (año 1605) hace referencia al Carnaval al hablar de "gente con disfraces" por estas tierras manchegas.
A mediados del siglo XVI el Rey Felipe II concede el privilegio de villa a Tarazona de la Mancha (año 1564) y posteriormente en las Relaciones Topográficas del mismo Rey (año 1575) se dice que "había 400 casas y 500 vecinos", existiendo ya un núcleo de población importante. 
En un acta del año 1894 (3/06/1894), encontrada en el Archivo Municipal, se hace mención por primera vez, al Carnaval de esta localidad, especificando el pago a la Banda de Música Municipal (creada el 28 de enero de 1893) para animar esta fiesta el citado año. 
En la Ordenanza de Buen Gobierno de 1899 se regulaban varios aspectos del Carnaval. En ella podemos leer lo siguiente:
14. En los días de Carnaval se permitirá, si por las circunstancias se creyera oportuno, andar con disfraz, careta o máscara, pero se prohíbe llevar la cara cubierta después del toque de oraciones. 15. No se permitirá disfraces que puedan afrentar a la Religión, Magistraturas, clases del Ejército como llevar armas, hacer o imitar, parodiar, ni ofender en lo más mínimo a las personas con bromas, expresiones o gestos de mal género, ni arrojar aguas, harinas, ceniza, tierra o sustancias que puedan causar daño. 16. Nadie podrá permitir ofender a las máscaras, ni quitarles las caretas, pues en caso de que cometieren alguna falta, la Autoridad y sus Delegados son los únicos competentes para ello. 17. Los enmascarados que faltaren a lo establecido en los artículos anteriores serán detenidos y puestos a disposición de la Autoridad para, en su caso, proceder a lo que hubiere lugar.

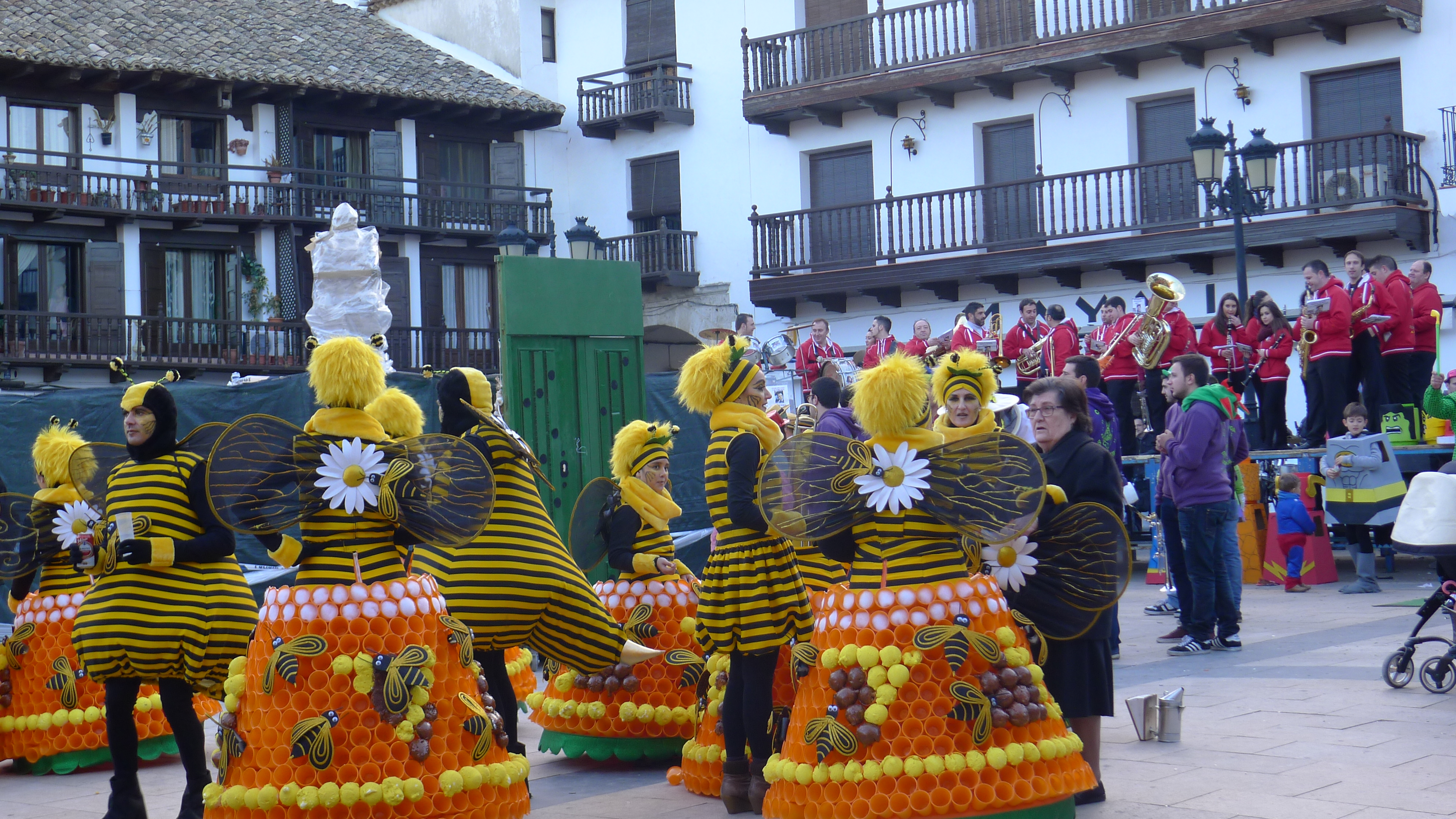
La Plaza 2015

Lo cierto es, que desde que se recuerda, el Carnaval siempre se ha celebrado en este pueblo, ni la prohibición durante el período de la dictadura pudo acabar con las ganas de todo un pueblo de transgredir las normas durante unos pocos días al año.
En el año 2013, la Junta de Comunidades de Castilla-La Mancha declara los carnavales de Tarazona de la Mancha, Fiesta de Interés Turístico Regional, todo un reconocimiento para este pueblo que ha sabido conservar una de las tradiciones con más arraigo popular, manteniendo intactas sus raíces, con capacidad para reinventarse y volcarse con esta fiesta, que supone uno de los atractivos turísticos más importantes de la localidad y que sirve, además, de válvula de escape en estos tiempos tan difíciles.

## Algunas anécdotas

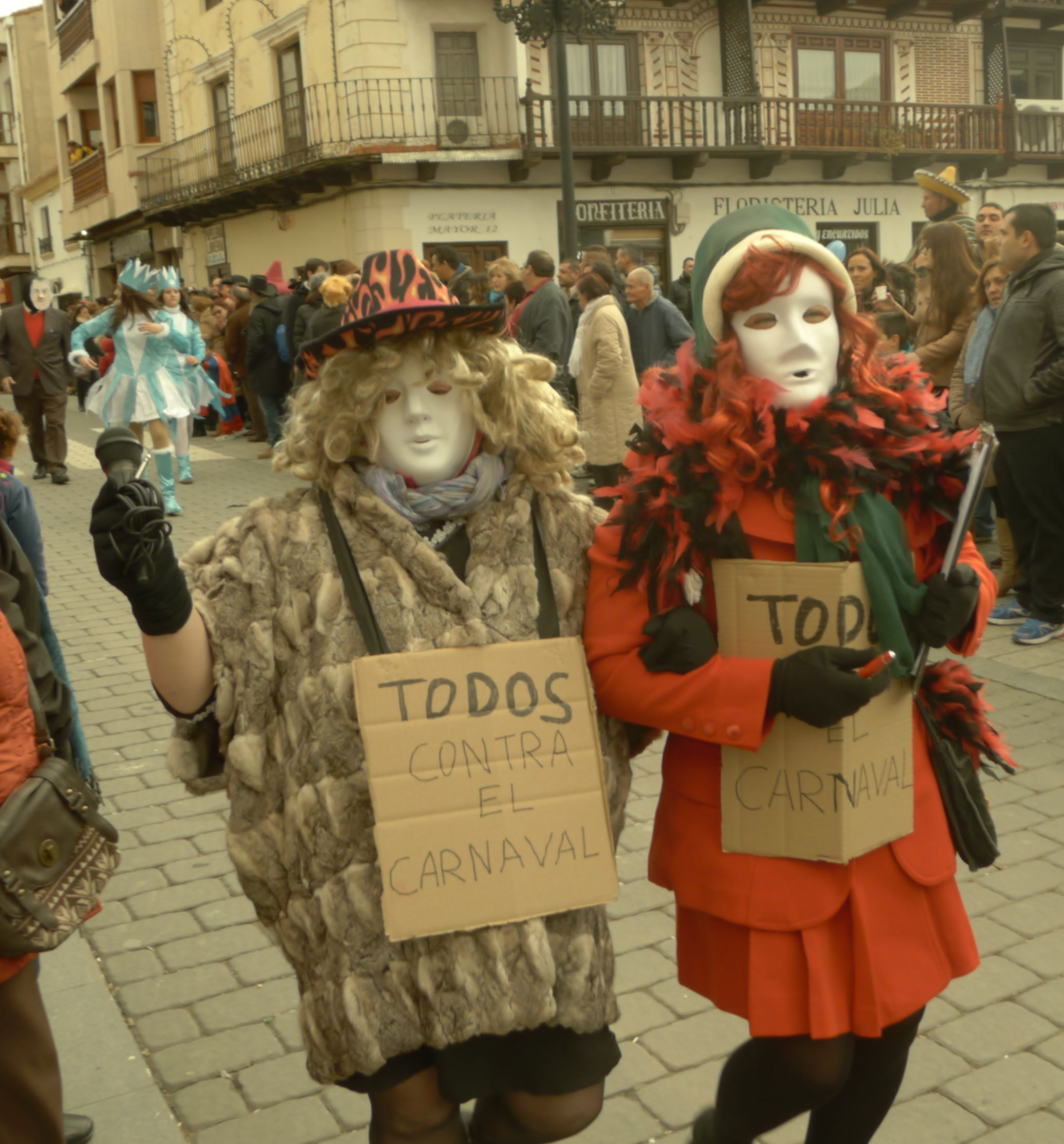
Pareja carnavalera

- En la Ordenanza de Buen Gobierno Municipal de 1899 ya se regulaban aspectos del Carnaval pues se permitía andar con disfraz, careta o máscara, pero se prohibía llevar la cara cubierta después del toque de oraciones (art. 14) y nadie podía permitir ofender a las máscaras, ni quitarles las caretas, pues en caso de que cometieren alguna falta, la Autoridad y sus Delegados eran los únicos competentes para ello (art. 16).
- En 1947, el entonces alcalde D. Edelmiro Sanchiz perseguía, junto con la Guardia Civil y Policía Municipal, a las máscaras, porque estaban prohibidas.
- Por el año 1950, el alcalde D. José Muñoz Núñez (Pepito Núñez) leía la orden de prohibición del Carnaval enviada por el gobernador civil, desde el balcón del Ayuntamiento y acto seguido animaba a la gente a celebrar el Carnaval, disfrazándose él mismo. Las máscaras se escondían en las casas cuando eran perseguidas por la autoridad, colaborando toda la gente del pueblo en ocultarlas para "burlar" la vigilancia.

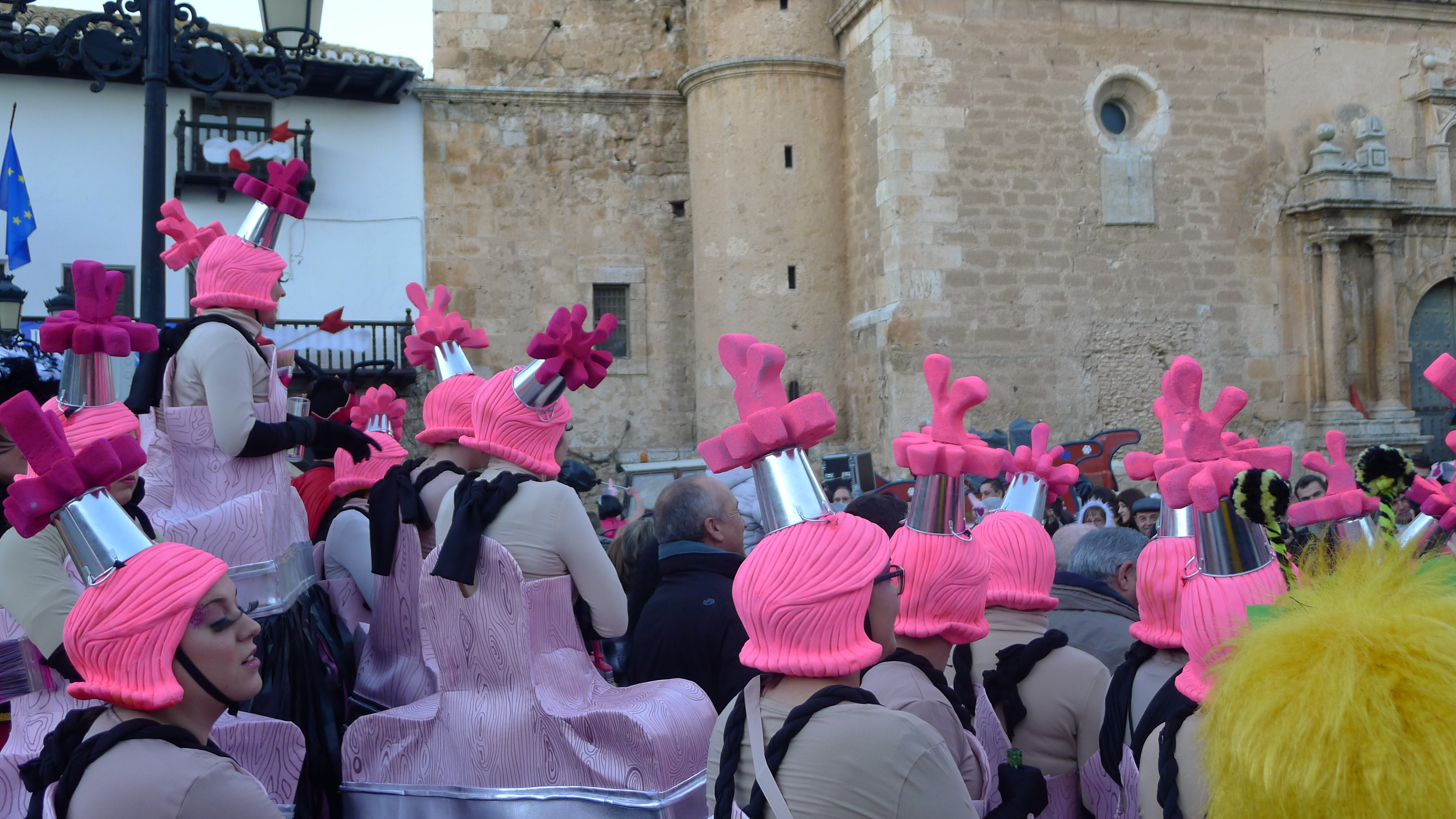
No pierden detalle

- En 1954, en el baile de Carnaval, el alcalde D. Pascasio Quílez, para evitar que la Guardia Civil cerrara el baile, sacaba a bailar a todas las máscaras que había en él.
- Las máscaras, al entrar al baile o sitios públicos, debían levantarse la careta o antifaz para identificarse delante de los guardias.
- Desde hace bastantes años, el Ayuntamiento viene colaborando con esta fiesta de Carnaval, en bailes, desfiles y otros actos que lo realzan.

## Características

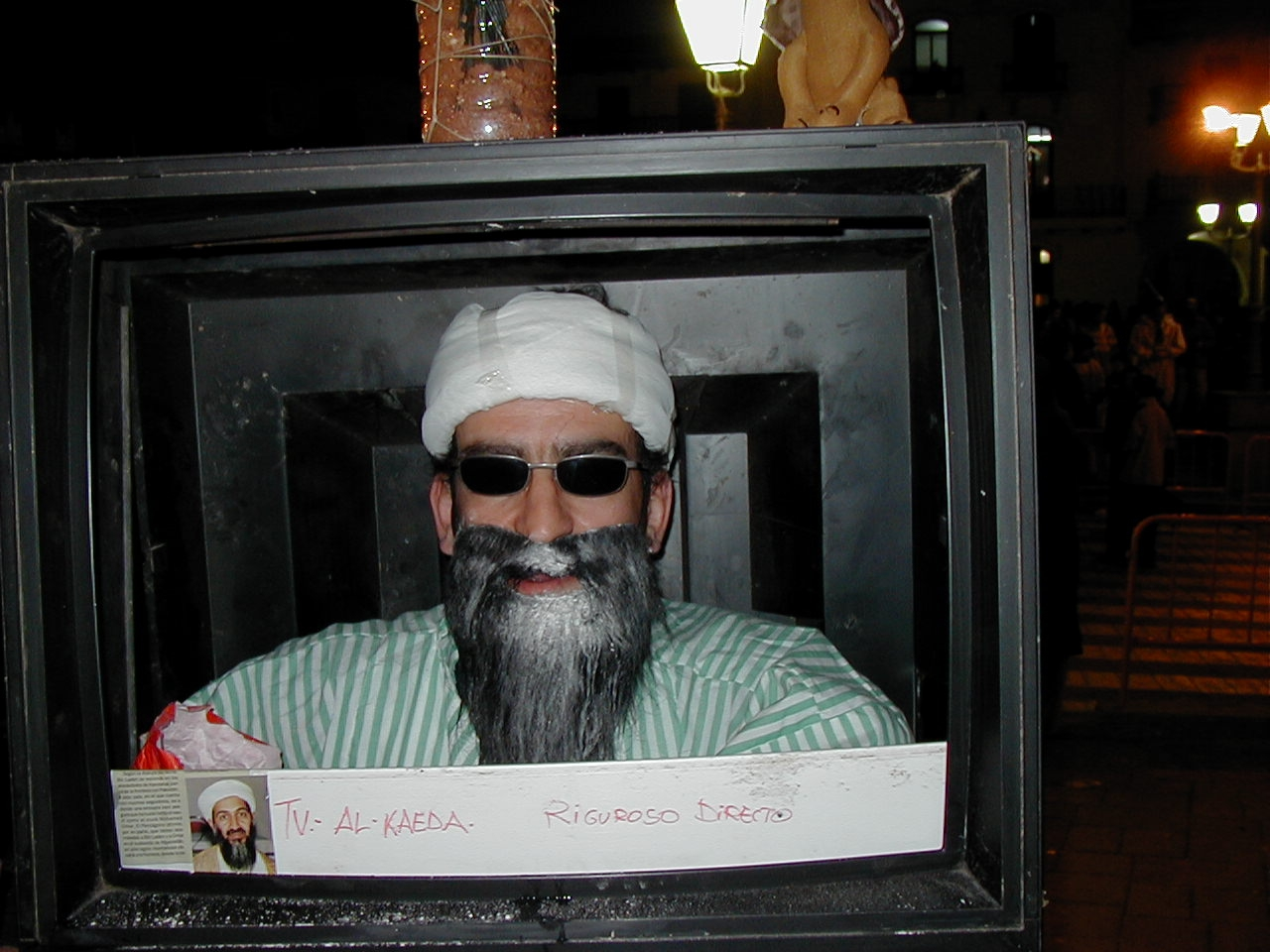
Seguido desde todos los sitios

El Carnaval en Tarazona de la Mancha es singular, y con unas características esenciales que lo distinguen del de otros lugares:
- Es un Carnaval popular, participando en él gran cantidad de personas de todas las edades (raro es la casa o familia del pueblo donde no se disfrace alguien).
- Es callejero, puesto que se desarrolla en plena calle y Plaza Mayor.
- Es teatral, se hace el "número", se actúa, se realiza la representación de acuerdo con el disfraz que se lleva y, sobre todo, es un Carnaval donde las personas que vienen de otros lugares, se sienten aquí como en su propia casa.

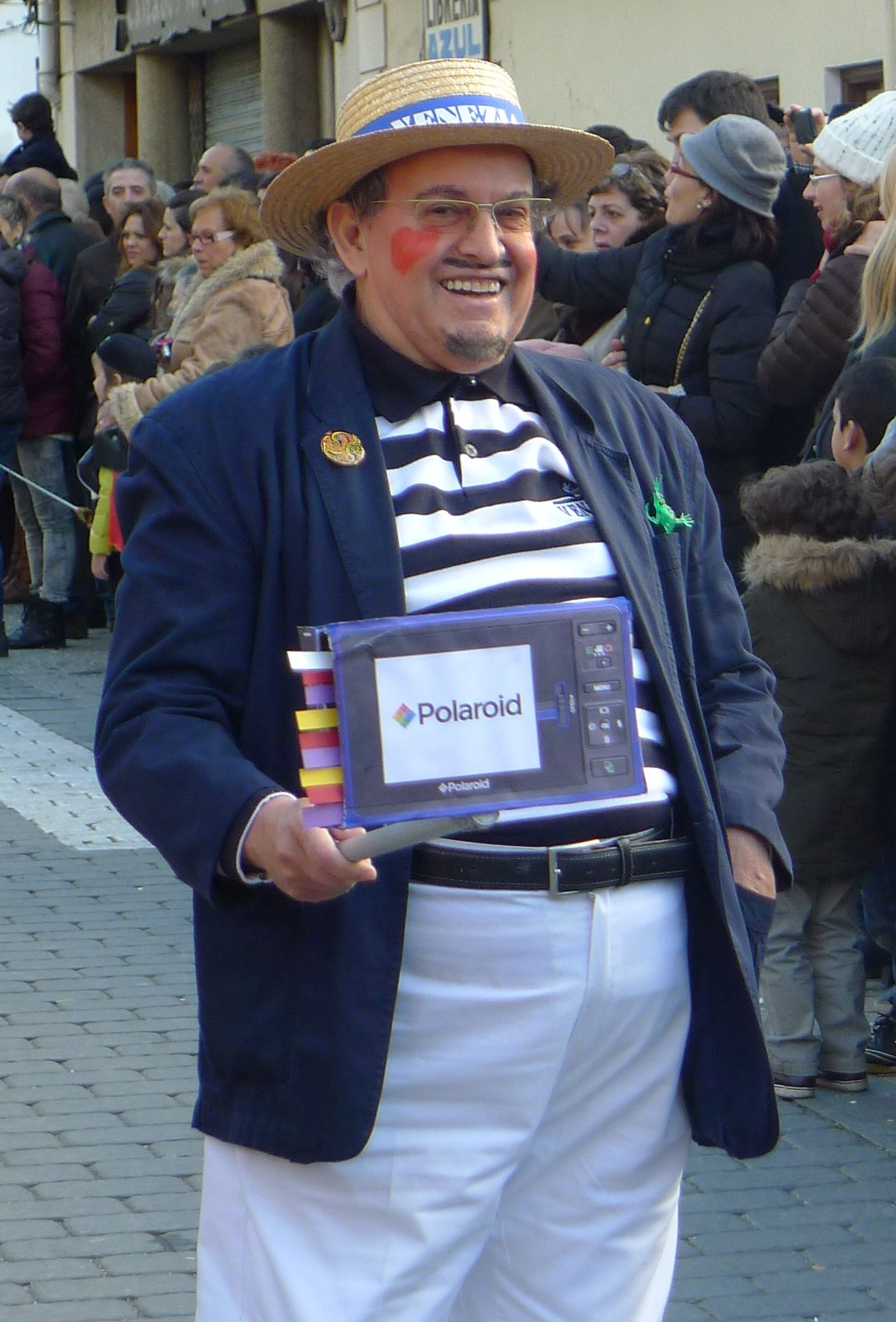
Selfies

- Las "máscaras" o "mascarutas" tradicionales llevan puesto en la cabeza una caja de cartón (caja de zapatos) y van cubiertas con una colcha. La cara se la tapan con una careta de tela. Dan la "murga" con un "mosquero" (matamoscas hecho con un palo y en uno de sus extremos lleva pegado papel de colores), también llevan un frasco de plástico con agua y colonia, talco o cepillo de la ropa. Van diciendo gente que las mira: "¡Ay qué tonto que eres, que no me conoces!"
- Tradicionalmente, cuando salían máscaras era el lunes de Carnaval, llamado "Día de los Espantajos".

## Los días

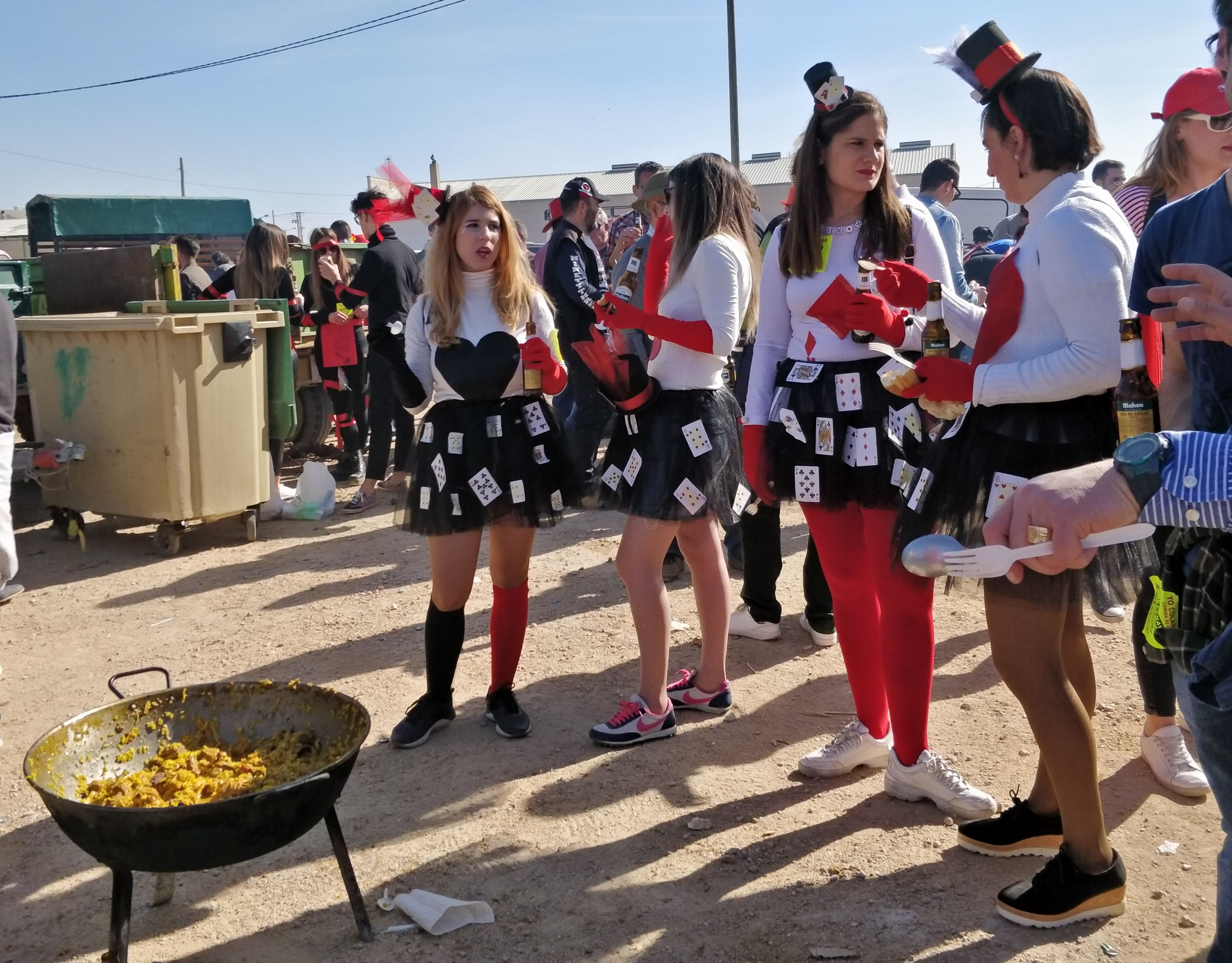
Comida peñas de carnaval 2019

Desde el año 1985, dura oficialmente seis días. Desde el año 2000, el sábado anterior al comienzo del carnaval se celebra una comida de las peñas de carnaval, esta comida ha ido cogiendo fuerza convirtiéndose en una día más de carnaval con música en la carpa que se ha instalado en la Plaza Mayor. También se han incorporado los dos viernes anteriores a los fines de semana de carnaval, por lo que actualmente el carnaval dura 9 días.
- A principios del siglo XX había solo tres días de Carnaval (domingo, lunes y martes), siendo este último el día más importante. Eran famosos en toda la comarca los "Martes de Carnaval" de Tarazona, acercándose visitantes de muchos lugares.
- Por el año 1960, se celebraba solo dos días de carnaval (lunes y martes), perdiéndose la fiesta del domingo, volviéndose otra vez a los tres días anteriores en el año 1966.Desfile de banderas 2019

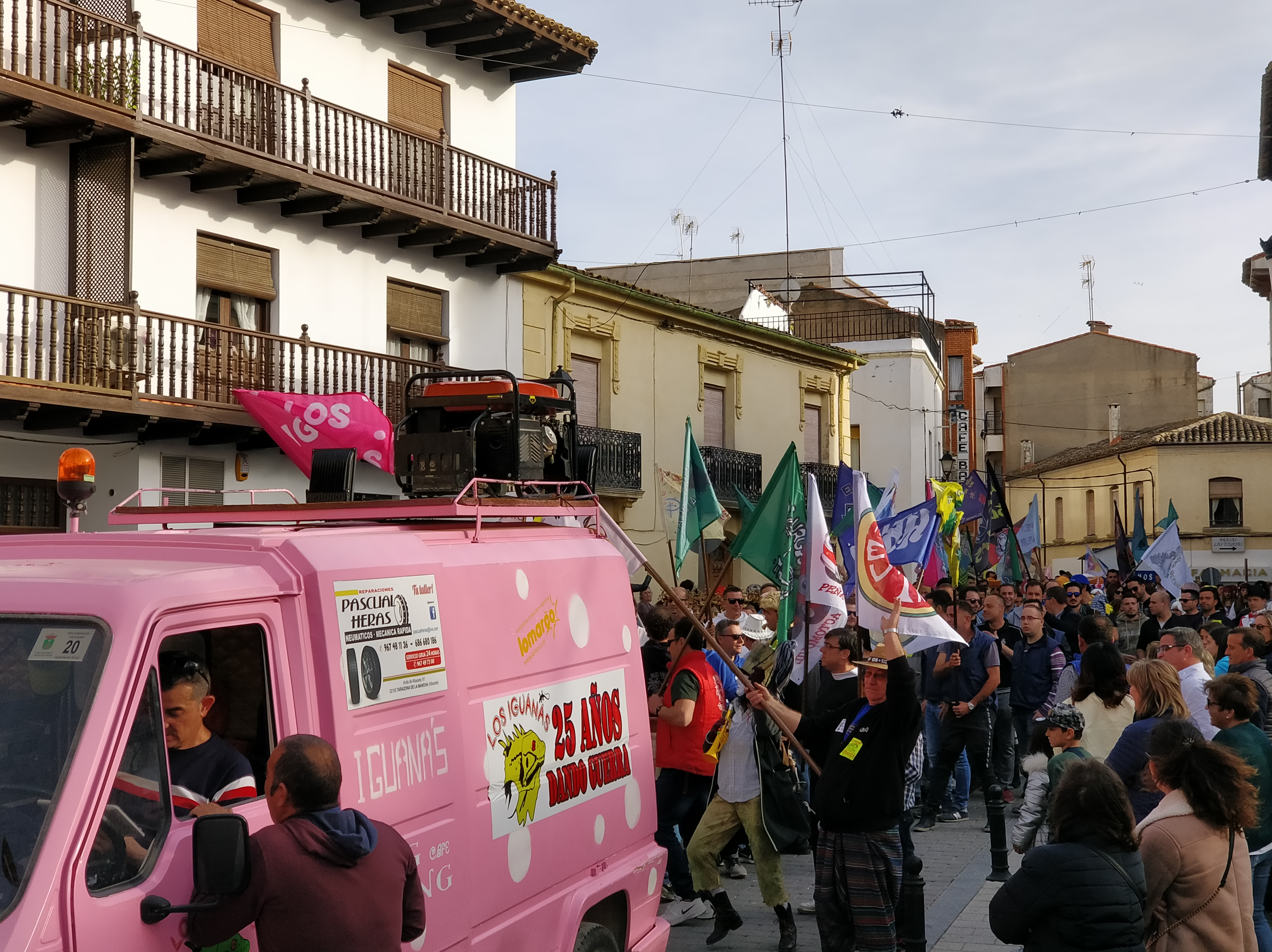
Desfile de banderas 2019

- En el año 1970, se añadió el primer sábado, durando el Carnaval cuatro días.
- En 1972, se añadió el segundo domingo de Carnaval, que se llama "Domingo de Piñata".
- y por último, se añadió en el año 1978 el segundo sábado, llamado "Sábado de Piñata", llegando a los seis días actuales.
- Desde 1989, no se suele celebrar el "Entierro de la Sardina", el miércoles de Ceniza y que antiguamente era también muy famoso.
- El Concurso Provincial de Carteles de Carnaval organizado por el Colegio Público Eduardo Sanchiz, se viene celebrando desde el año 1988, siendo el primero de la provincia de estas características y es el preludio del Carnaval de cada año, anunciándolo con el cartel ganador. Este año celebra su XIX edición.Plaza Mayor de Tarazona de la Mancha en carnaval (2005)

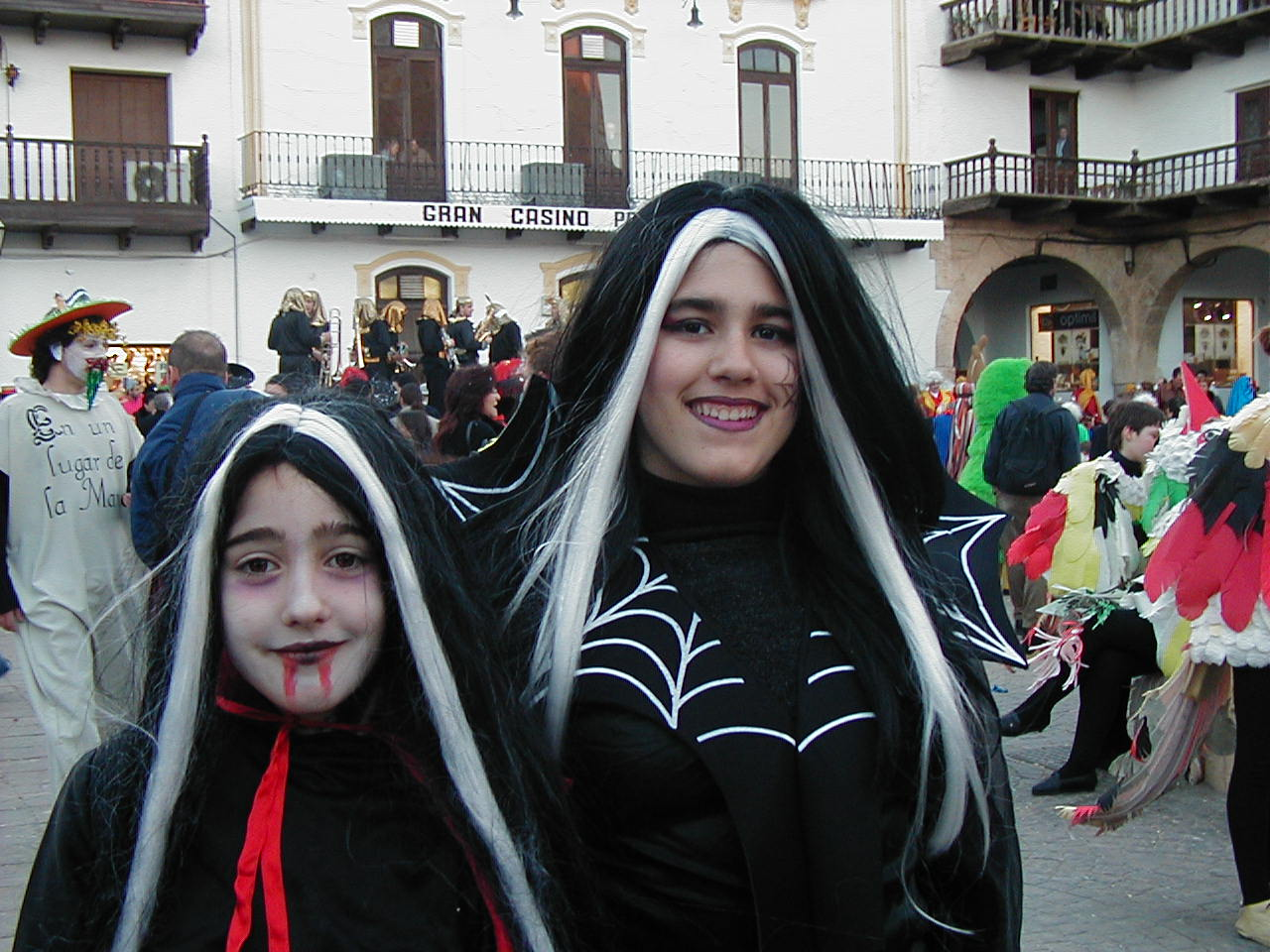
Plaza Mayor de Tarazona de la Mancha en carnaval (2005)

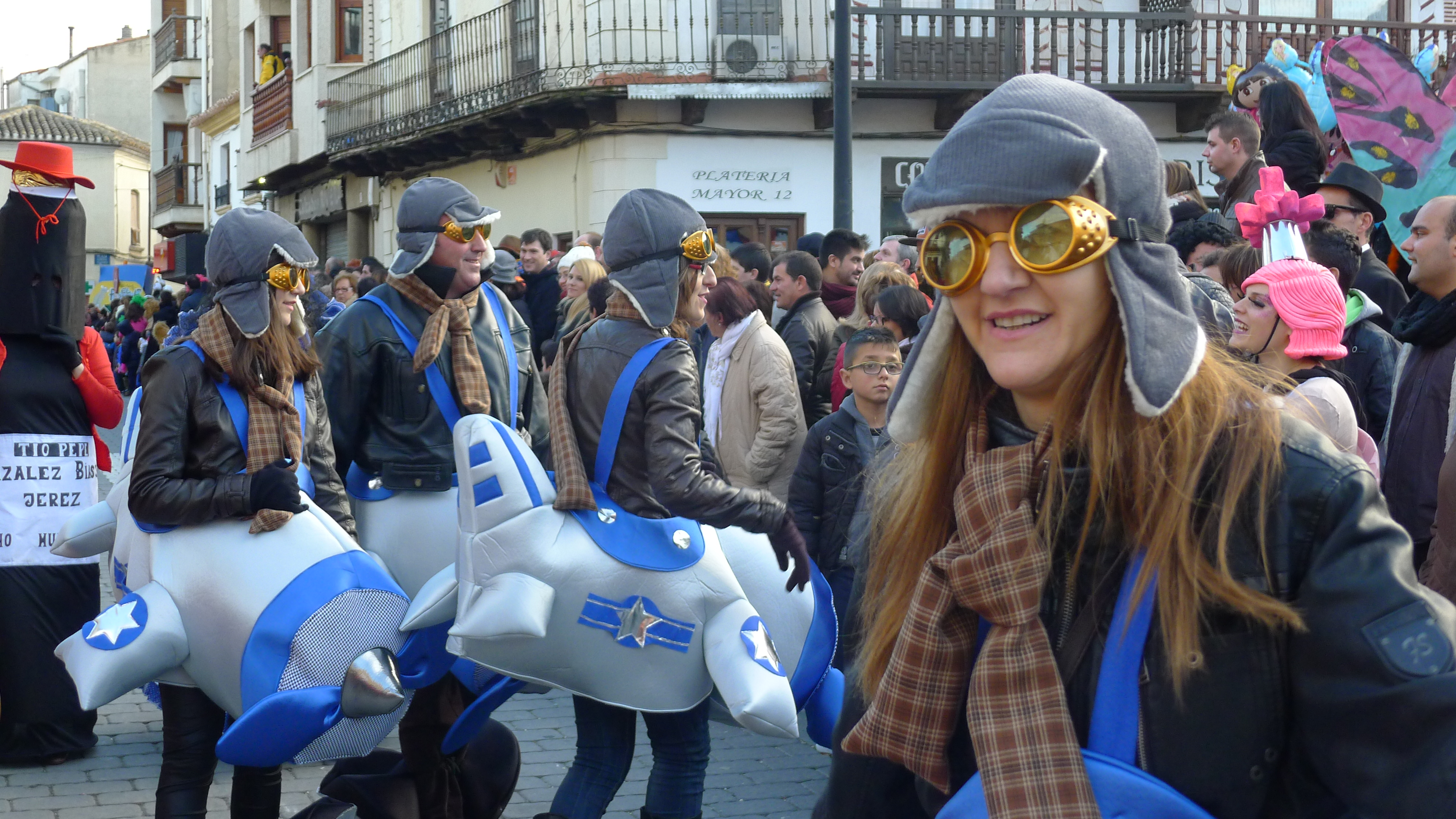
Aviadoras

La fecha del Carnaval se calcula a partir de la fecha del Domingo de Pascua, por lo que siguiendo el método indicado en Cálculo de la fecha de Pascua, las fechas del carnaval para los siguientes años es:
| AÑO  | Inicio del Carnaval           | Fin del Carnaval               |
| 2026 | sábado, 14 de febrero de 2026 | domingo, 22 de febrero de 2026 |
| 2027 | sábado, 6 de febrero de 2027  | domingo, 14 de febrero de 2027 |
| 2028 | sábado, 26 de febrero de 2028 | domingo, 2 de marzo de 2028    |
| 2029 | sábado, 10 de febrero de 2029 | domingo, 18 de febrero de 2029 |
| 2030 | sábado, 2 de marzo de 2030    | domingo, 10 de marzo de 2030   |

## El pregón
Desde hace varios años se viene realizando la tarde del primer sábado de Carnaval el Pregón de apertura. El primer pregón lo realizó la Comparsa El Trago, la más veterana de Tarazona, estableciéndose un orden cronológico para este acto, siendo cada año una Peña la encargada de iniciar el Carnaval desde los balcones del Ayuntamiento, abarrotándose la Plaza Mayor de disfraces, colorido, diversión y alegría.
Además de El Trago, han intervenido en este pregón: El Puchericho (2004), Los Basureros (2005), El Automóvil (2006), Los Iguanas (2007), Los Cabezitas (2008), Los Vagos (2009), Los Anónimos (2010), Los Impresentables (2011), Los Trucaos (2012), La Cuadrilla (2013), Los Ansiaos (2014), Peña Airbag (2015), No Ataska (2016), Los Suelas (2017), Los Indocumentados (2018), El Ascensor (2019), Las Quince (2020), 2021 suspensión por el COVID19, La Parrilla (2022), El Desmadre (2023), El Molino (2024), Las Descontrolás (2025)...

## Los desfiles

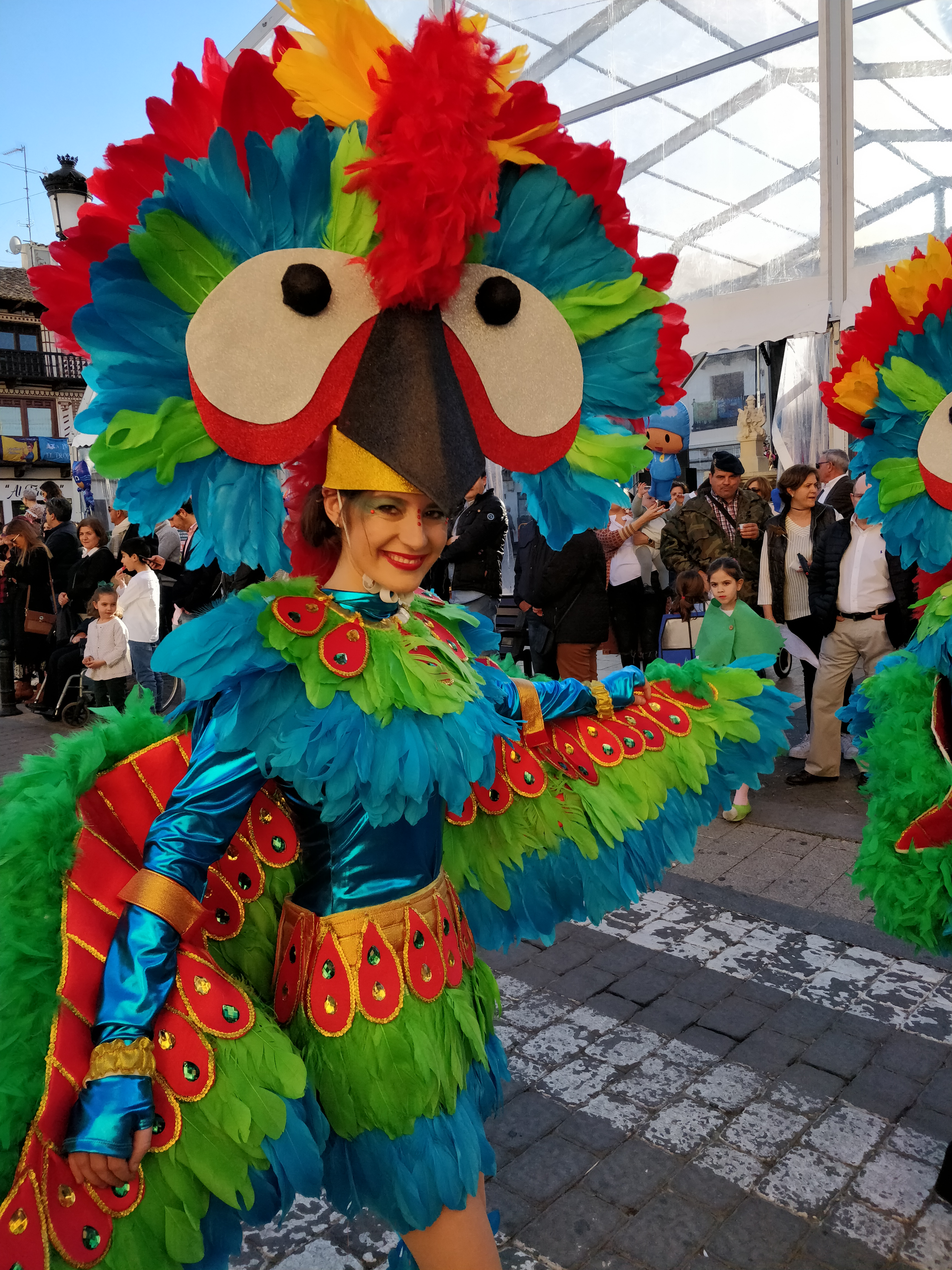
Desfile 2019

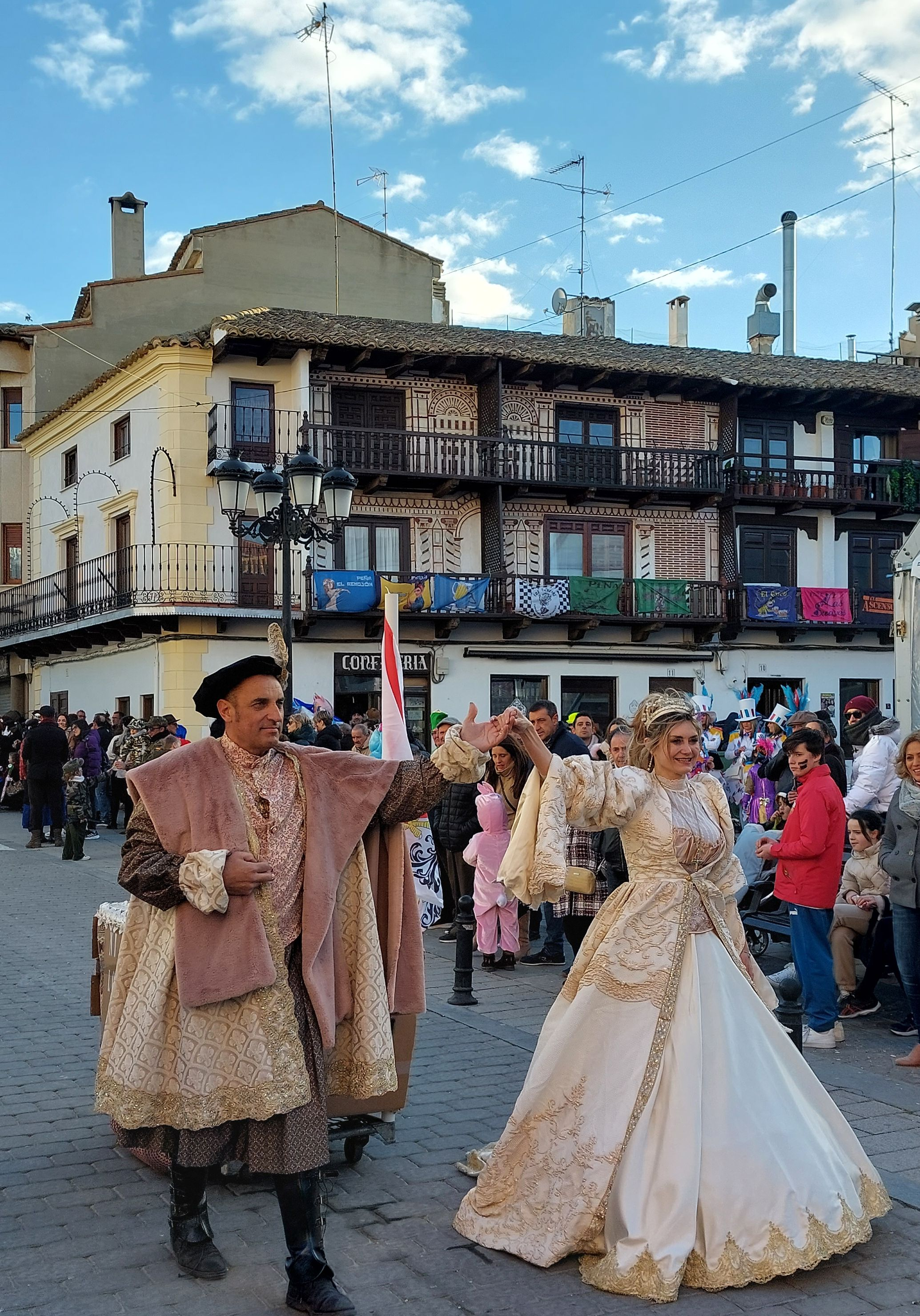
Desfile de carnaval 2023

Siempre ha habido "pasacalles" o desfiles callejeros que recorren muchas calles de los diferentes rincones de la población y que acaban tradicionalmente en la Plaza Mayor.
Estos desfiles callejeros no estaban organizados previamente y en ellos participaban músicos, charangas, máscaras y demás personas disfrazadas que desean libremente participar. Se desfilaba todas las tardes durante todos los días de Carnaval y servían para animar a la gente del pueblo a disfrazarse y a participar en la fiesta.

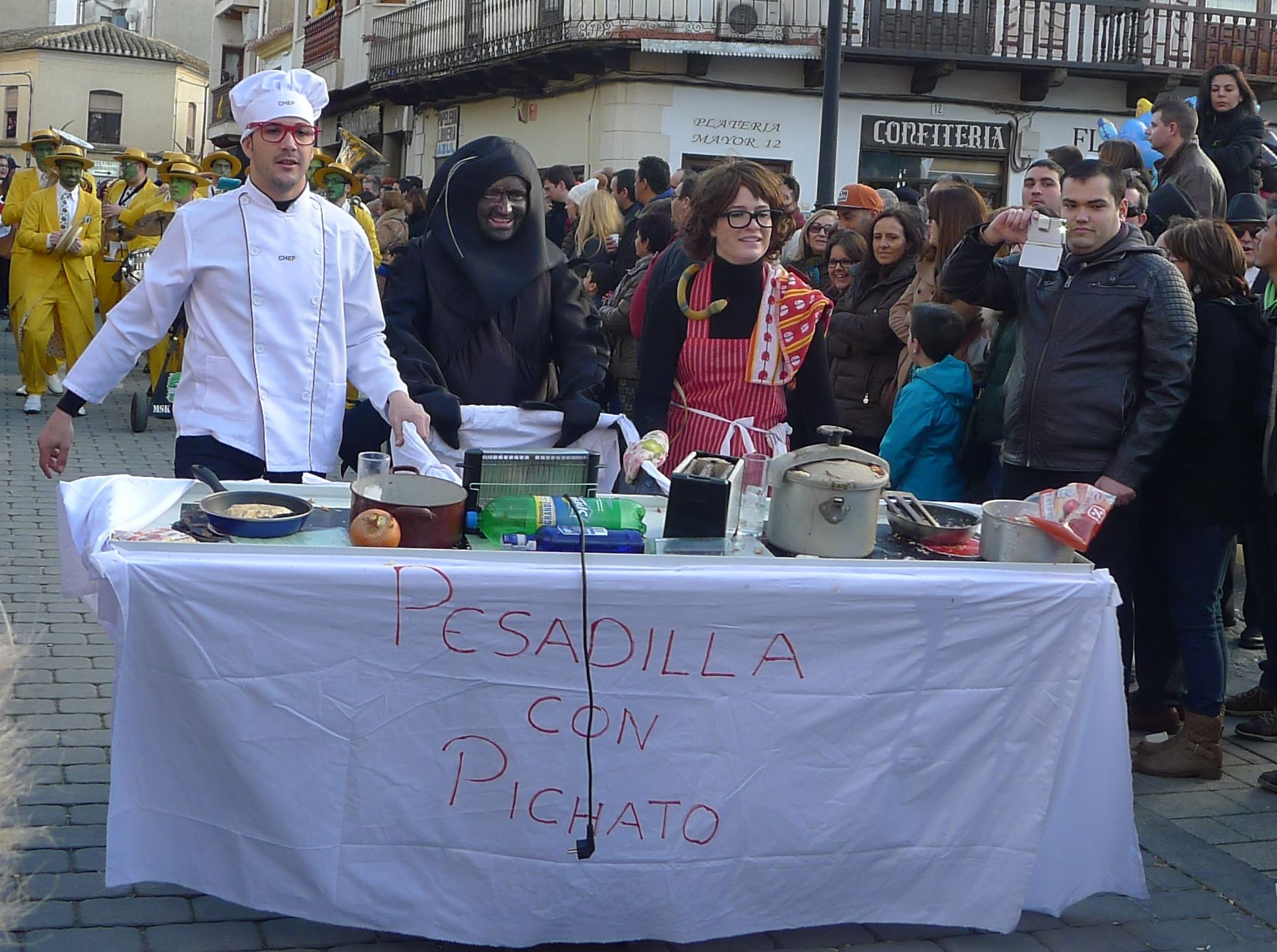
Masterchefs

Desde el año 1981, dado el auge que año año va adquiriendo el Carnaval de Tarazona, los desfiles de los domingos tienen un recorrido fijo, desde el "Alto de la Virgen" hasta la Plaza Mayor, pero siguen sin estar organizados siendo las peñas las que se reúnen en un punto determinado marchando hacia la Plaza del pueblo. La gente que visita el carnaval puede así, disfrutar de los números en un recorrido predeterminado. También se desfilaba el martes de Carnaval.

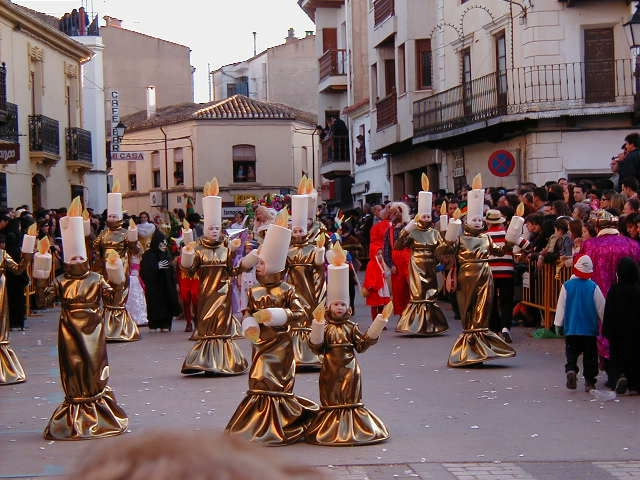
Desfile de Carnaval

Los desfiles organizados comenzaron el año 1983, se celebran los dos domingos de Carnaval que son los que hay actualmente.
Desde 1988, el lunes de Carnaval se realiza el Desfile Infantil, promovido y organizado por el Colegio "Eduardo Sánchiz". Desde esa fecha, se viene celebrando y va desde el Colegio hasta la Plaza Mayor.
Desde el año 2002 se celebra, el martes de Carnaval, el "Día de la Mujer Carnavalera", a través del impulso y participación de varios grupos de mujeres que se unieron a las comparsas en el desfile de carnaval en ese día.
|  |  |  |  |
|  |  |  |  |
|  |  |  |  |

## Comparsas y peñas carnavaleras

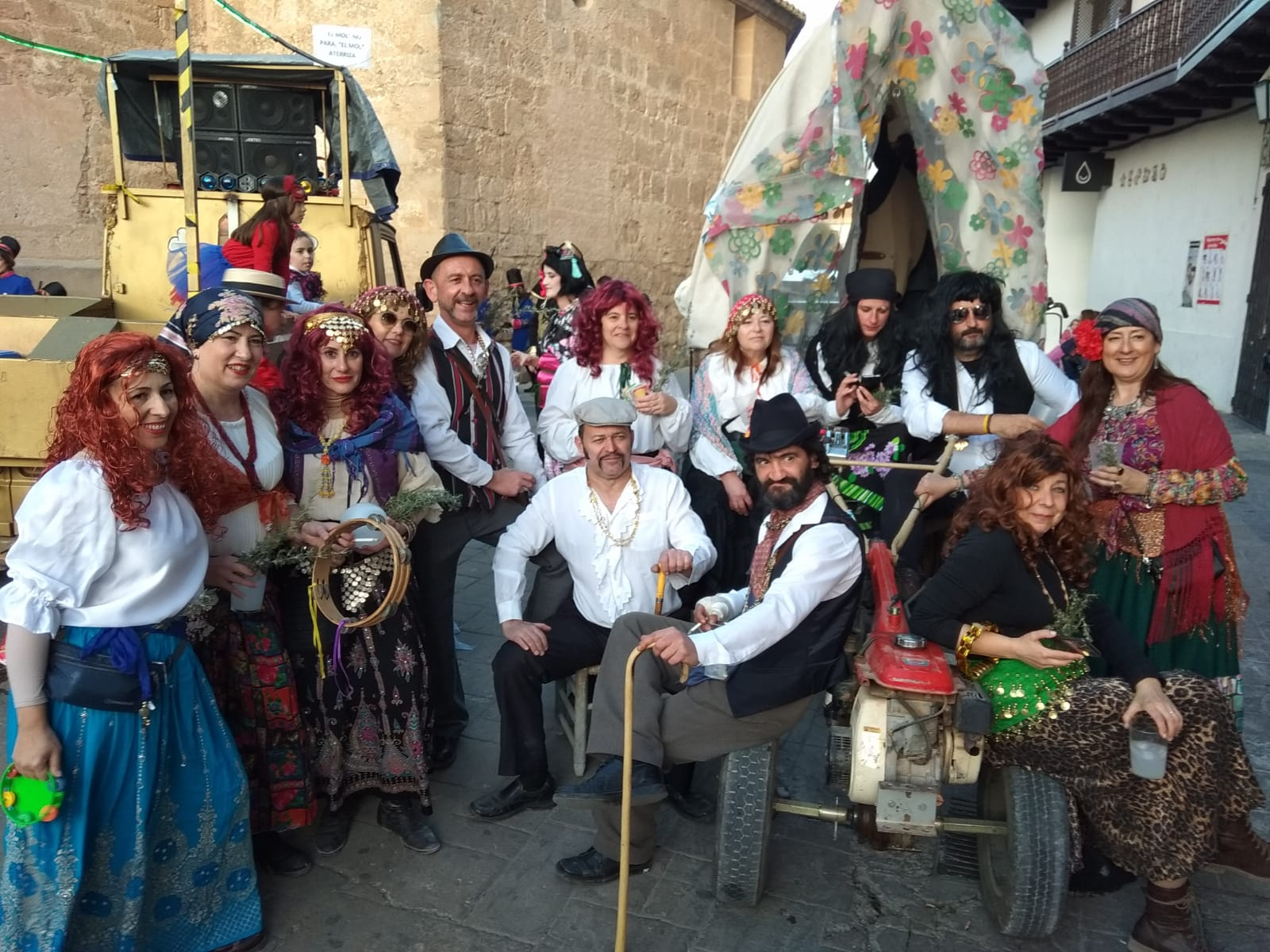
Peña "Los Sin Nombre"

La primera comparsa oficial, es la Comparsa "El Trago", formada en el año 1970 y es la que participa en todos los desfiles. Procede de la fusión de la Peña "La Cuba", que se formó unos años antes con la Charanga (compuesta por los músicos). El origen de la comparsa El Trago se remonta a que cada año en carnaval, un grupo de amigos se juntaban en la casa del Chapi (padre de Santi Denia) a hacer una cuerva que luego repartían por las calles del pueblo, de ahí el nombre de la comparsa "El Trago". La Comparsa "El Trago" celebra siempre su primera cena de Carnaval la víspera de San Antón (16 de enero), desfilando después sus componentes hasta la ermita del Santo para dar las tradicionales "vueltas". Salen en los desfiles llevando la "cuba con la cuerva", garbanzos "torraos" y "alcagüetas" que ofrecen a toda la gente, al igual que la Comparsa "El Puchericho" que es otra de las más antiguas.
Otras de las primeras comparsas carnavaleras son "Los Basureros", "El Automóvil", "Los Iguanas", "Los Yeperos",...
Hacia el año 1998, comenzaron a incluirse distintos tipos de vehículos representativos de cada peña en los que se colocan equipos de música para animar la fiesta. Actualmente la mayoría de ellas lo llevan.
En el año 1998, se celebró la Primera Concentración de Peñas de Carnaval y la primera comida conjunta de todas ellas fue en el año 2000, todo ello con la colaboración del Excmo. Ayuntamiento; en ese año había oficialmente 16 peñas de Carnaval, siendo su número extraoficial en el año 2019, más 

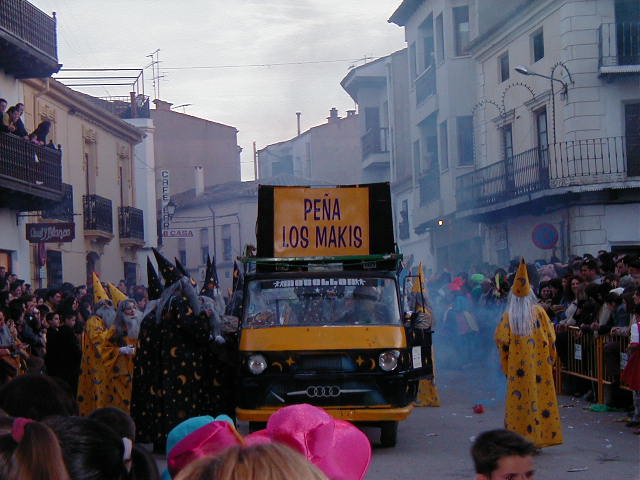
Los makis

de 60 peñas: Comparsa El Trago, Los Impresentables, Los Dejaos, Ay Revienten, Los Zamarros, Los Anónimos, El Pirriake, Tiro la Bola, La Nasa, Los  

Vagos, El Champú, Los Indocumentados, El Puchericho, El Automóvil, Los Iguanas, El Lerele, El Mol, Los ke faltaban pal duro, El Despiste, Los Basureros, La Once, Los Dalton, Los Cabecitas, La Tecla, J.B. sin alcohol, Los Trucaos, Airbag, Los sin nombre, Sin Prisa, No Atascan, El Bum, Los Suelas, Los Ansiaos, Las Desgracias 1, Las Desgracias 2, Los R-18, El Ascensor, El Desmadre, La Parrilla, Tres Amigos, La Peña, Los Maky, Los 69, Los Yeperos, Los 1, La Pelerina, La Movida, La Cuadrilla, El Desguace, Las Quince, Los Pistons, Los Lavativas, Tos-P-2, ASC Matrimonios, El Molino, La Caída, El Vardasko, Sin Horas, El Tropel, El Pinchazo, El Cisco, Los Korruptos. En 2025 aparecen agregadas las peñas siguientes: Xemical, los Primos Fiesta, el Vadasko, el Remojón, La Empresa, El Potrillo Desbocao, el Resbalón, los R6, la Locura, la Kaida, NoAtaska, Petit Comité, Total  

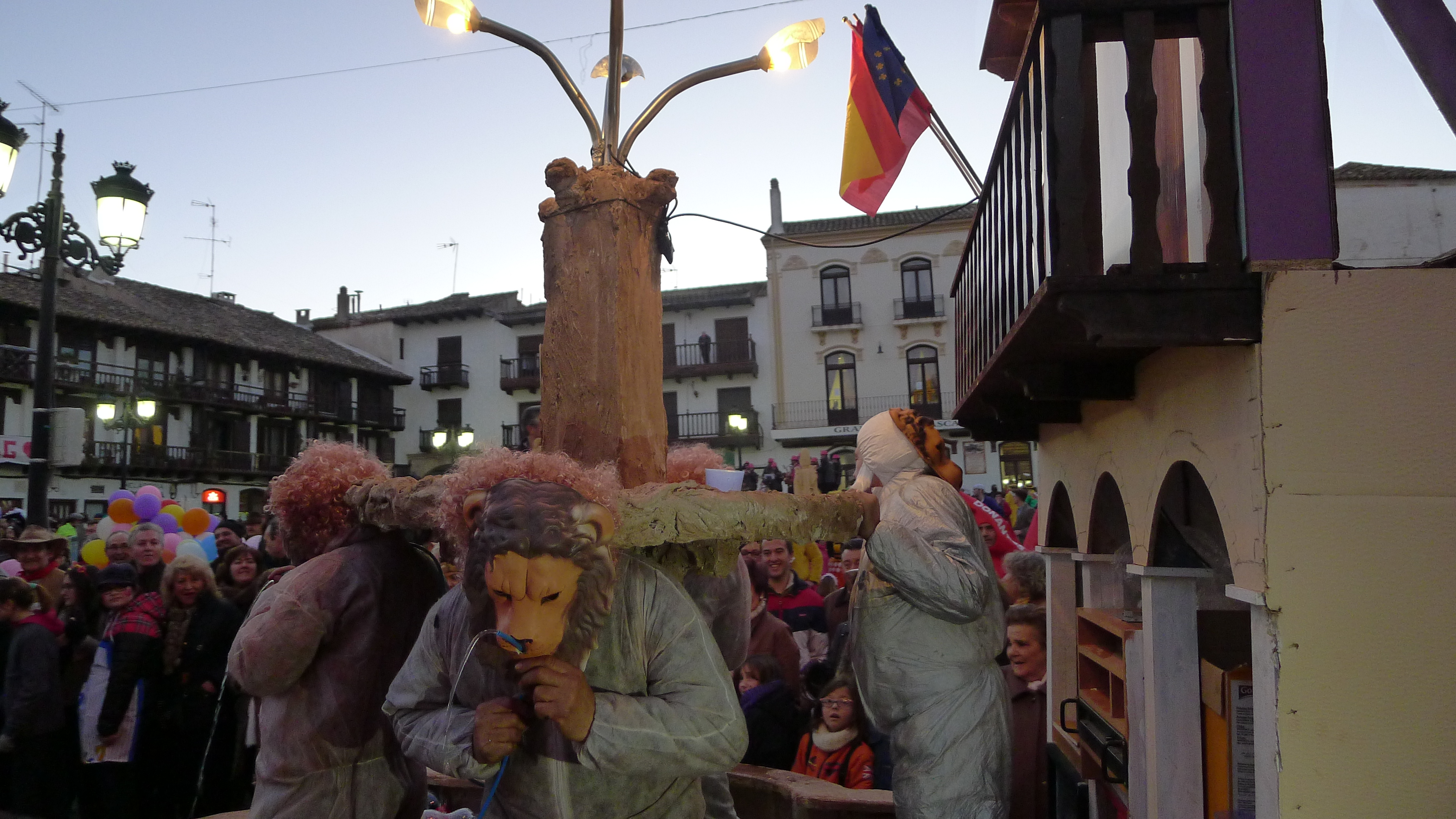
La Fuente

Siniestro, el Empujón, Sin Frenos, Sin Horas, JB Sin Alcohol, el Desmierde, Las Descontrolás, el Champi, Tiro la Bola, S.P.L., La Coci, la Once, la Nasa,  
Impacto, The Penia, las Antivíboras, las Guayaveras, Descontrol, las Chicas del Horno, las Revolucionás, el Peski, Forfi's, las Pambas, las Churrys, las Pingüis, las Limbae, las 8, las Soles, las Anis, las Frikikis, Peña Penita Pena, Wonder Woman, Chicas Boom, One-two-three Caramba, el Magro, el Bombazo, la Merendera, Serrimoto, las Indecisas, las Gin, los Inocentes, Noda Risa, las Peques ´04, el Incordio, Disparo, 9Bido Nada, LST, el Reventón, Chicas 2001, las Suaves, las Frescas, el Mojito.

## Los bailes

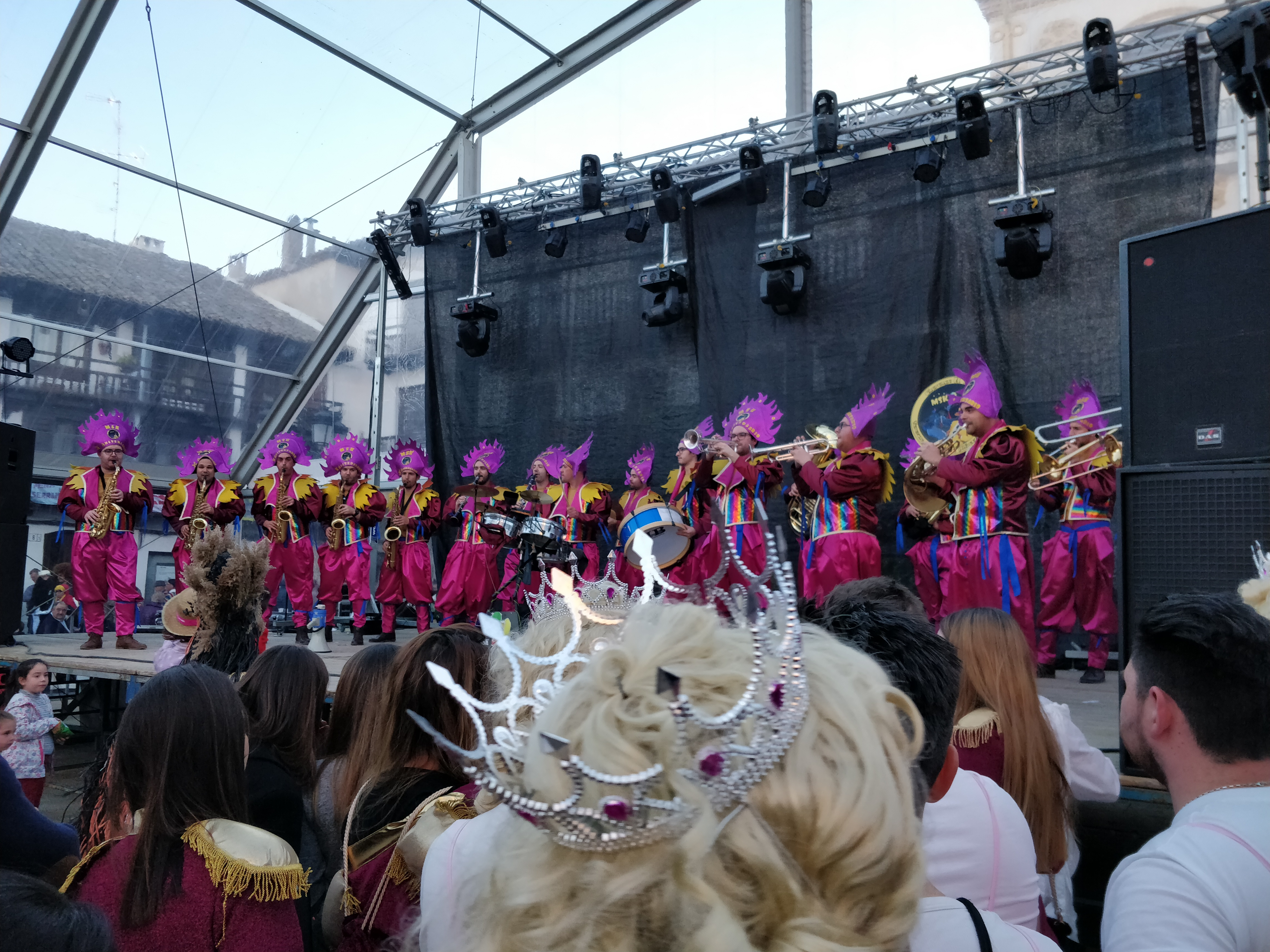
Carpa en la Plaza Mayor (2019)

El Carnaval de Tarazona de la Mancha se caracteriza por ser fundamentalmente callejero aunque siempre las comparsas acaban reuniéndose en alguno de los puntos neurálgicos de la localidad. 
Uno de ellos es la Plaza Mayor del pueblo. Antes de ponerse el "tablao", los músicos tocaban subidos alrededor de la fuente y en los balcones de la citada plaza. Actualmente, se instala una carpa en la Plaza con un escenario para las bandas, orquestas y DJs, carpa que resguarda de las inclemencias del tiempo durante todo el carnaval. 

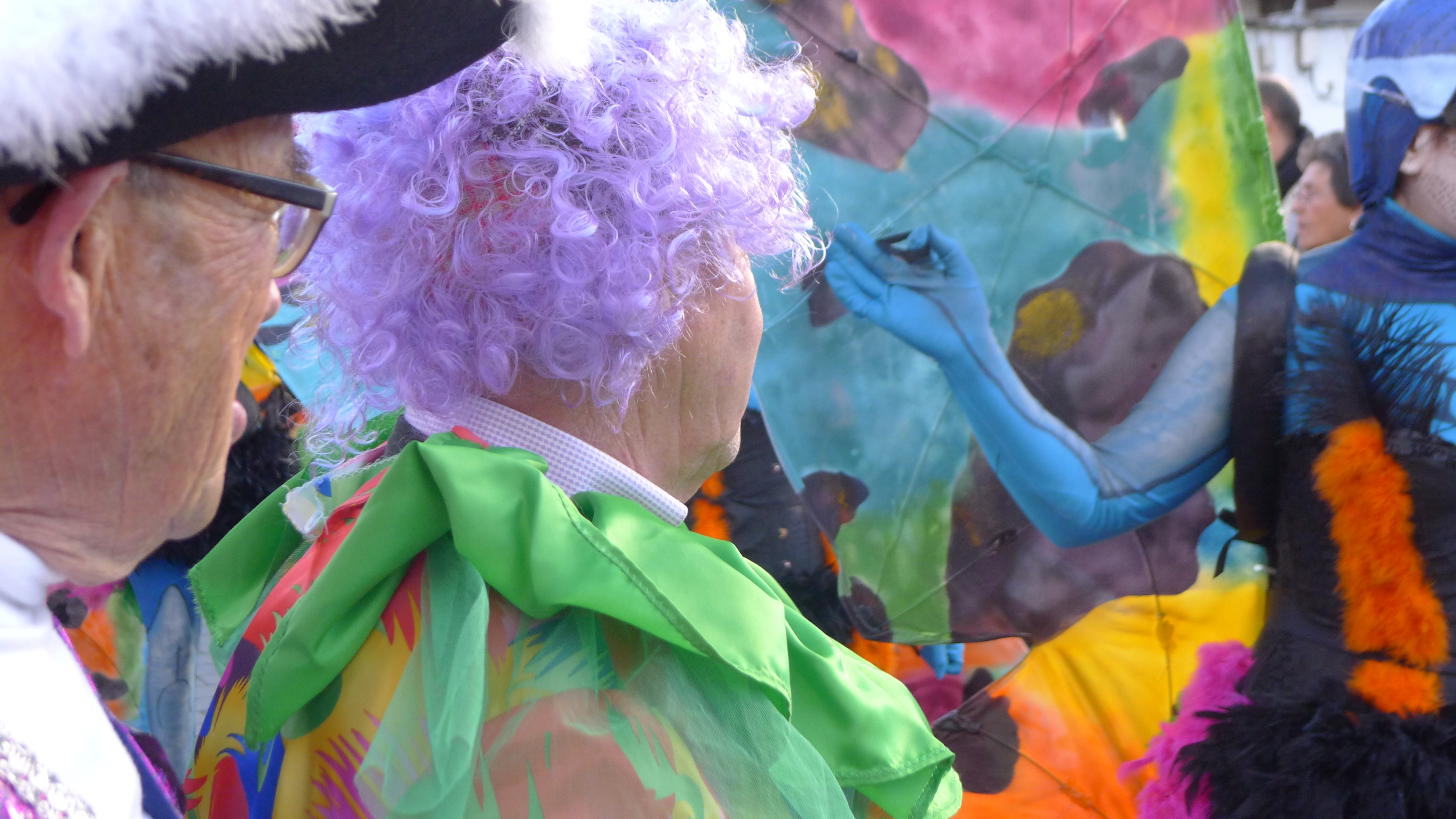
Colorido

Los locales o salas donde se han celebrado bailes de Carnaval a lo largo del siglo XX han sido muchos, entre ellos cabe destacar: "Ferrer", Teatro "Aroca", Verbena de Isbert, Baile "Ideal Moraga", "Sanchiz", Teatro "Benavente", Baile "de Noé", "El Almendro", Discoteca "La Paloma", "Biblioteca", "Patio de la Casa de la Cultura" y "Cine Sanchiz", actualmente en la carpa de la Plaza Mayor.

## Algunos personajes

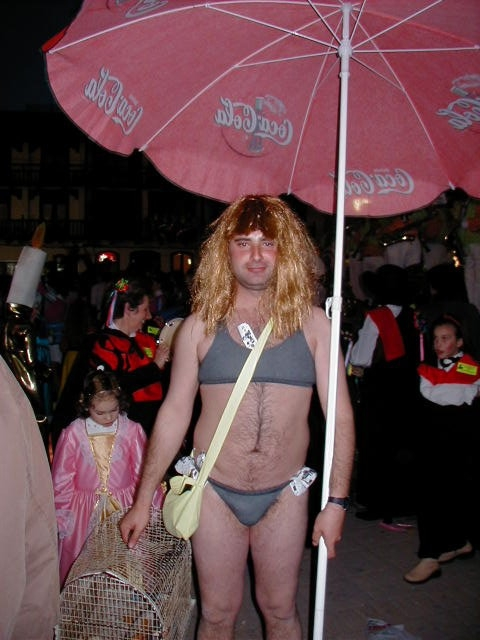
José María y su tanga

Hay personas que todos los años y desde hace ya muchos, han llevado y llevan siempre el mismo disfraz, haciendo su parodia con él. Son populares y "auténticos". He aquí algunos de ellos:
- Felipe "El Albañilejo" (Q.D.E.P.), salía con la caña de pescar llena de caramelos y piruletas (antes con higos) para los niños, cantando: "al higuí, higuí, con la mano no, con la boca sí".

- "Pinchauvas", con la estufa en el "portamantas" de la bicicleta, quemando suelas de alpargatas, entre otras cosas.

- Benjamín, disfrazado de Charlot.

- "El Rojete", con su disfraz de Cantinflas.

- Abraham (Q.D.E.P.), que es la primera persona que desde el año 1980 se adelanta al Carnaval, disfrazándose, siempre de mujer, el día de San Blas (3 de febrero).
- José María, con su tanga bikini, su sombrilla y su jaula con la zapatilla. Independientemente de la temperatura exterior, desde -15 grados hasta 20 grados, los seis días de carnaval está presente.

Muy buena gente carnavalera:
|  |  |  |  |  |

## Carnavaleros de honor
- 2025: Pepico (José González), conocido por su participación activa en eventos culturales y de ocio en la localidad. Presidente de la comparsa ‘El trago’, la más antigua de Tarazona de la Mancha, entre 1985 y 1997.

## Números de Carnaval

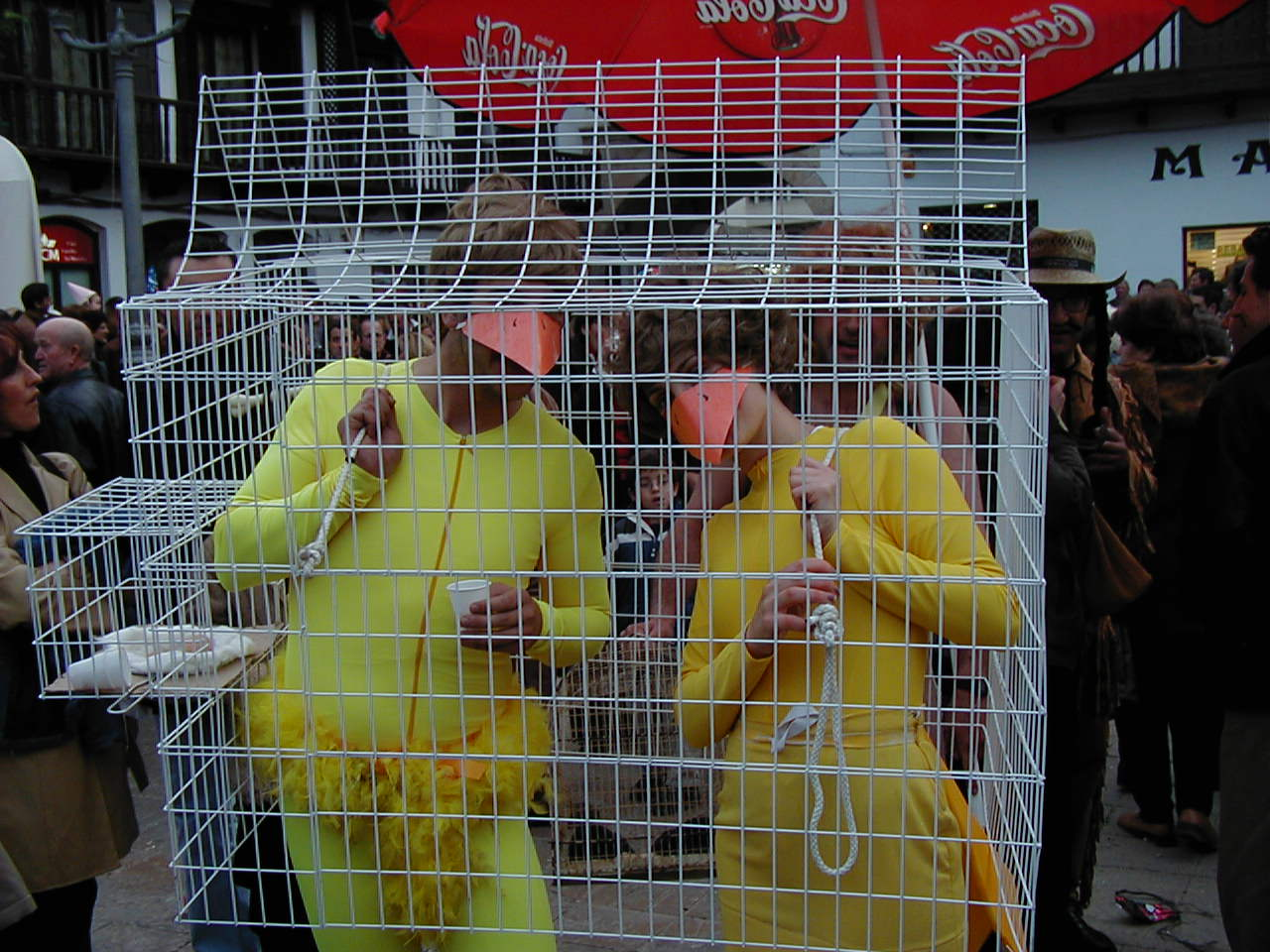
Dos pollitos enjaulados

Números de Carnaval ha habido muchísimos y de todos los estilos y gustos. Algunos de ellos han destacado por salirse un poco fuera de lo normal y que podemos considerar anecdóticos. Entre otros, se pueden citar:
- Los "chascos" que se llevaban algunos hombres que bailaban y cortejaban a máscaras vestidas de mujer y con la cara tapada, y resulta que eran hombres. Igualmente, mujeres que se disfrazaban para burlar o engañar al marido.
- Por el año 1980, un camionero de La Rioja cruzaba con su camión por primera vez por el centro del pueblo haciendo una ruta de transporte, cuando se encontró en pleno carnaval con el pasacalles de las comparsas. Estos lo pararon y le ofrecieron unos vasos de cuerva. Tanto le gustó el ambiente, que aparcó el camión y se quedó en el pueblo toda la semana hasta que terminó el carnaval.
- Otro año, salieron vestidos de segadores llevando un carro cargado de paja de lentejas y en las inmediaciones de la Plaza, donde más gente había, comenzaron a tirar la paja con horcas a todo el público presente. Ya pueden imaginarse lo que se lio.

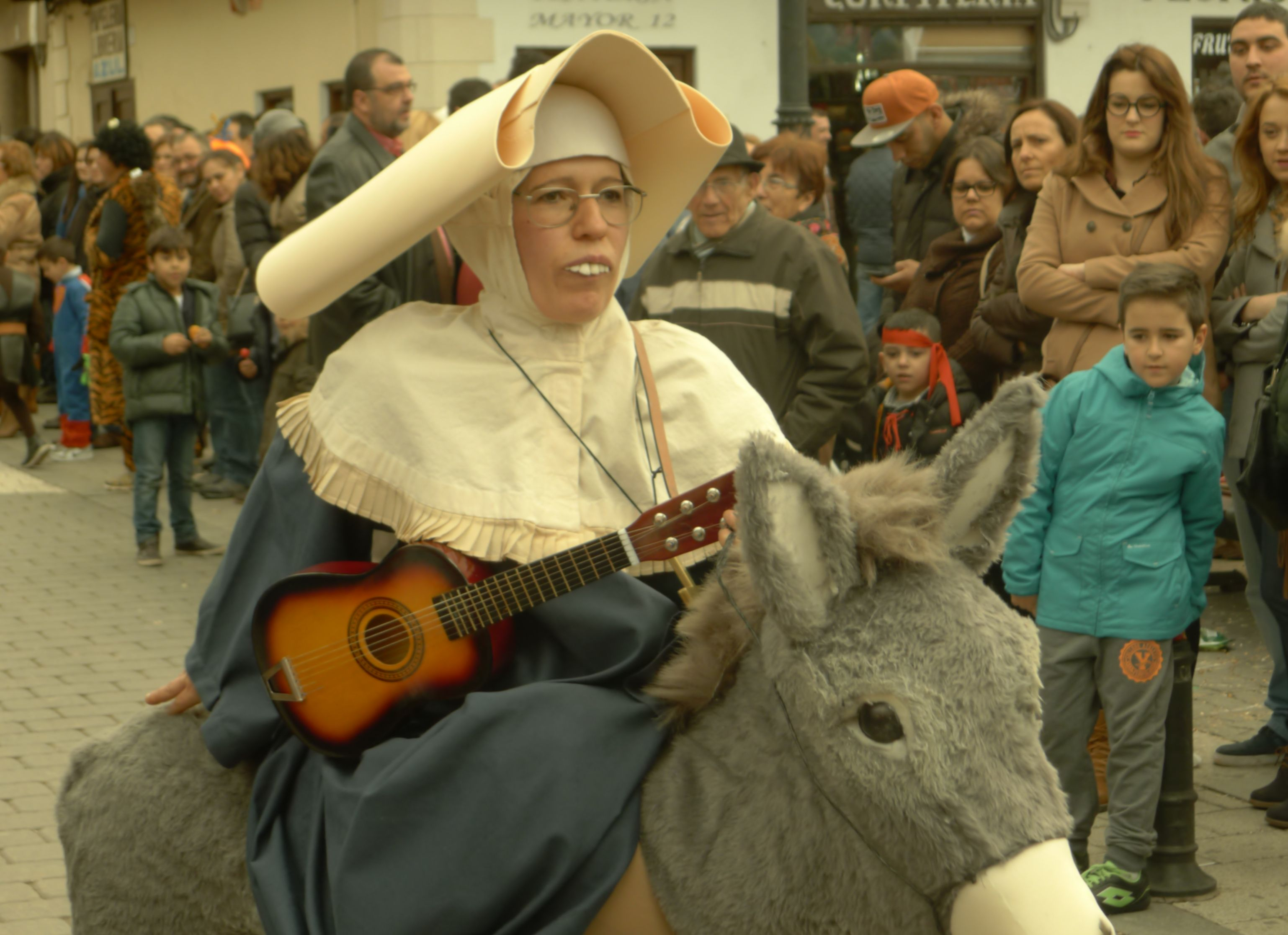
Carnaval 2015

- Carnaval 2015Por el año 1982, salieron varias personas disfrazadas de indígenas africanos, vestidos solamente con un "taparrabos", lanzas y escudos. Estaba cayendo "aguanieve" y con una temperatura de ocho grados bajo cero. Después de varias horas danzando, tuvieron que meterse en las dependencias de la Policía Municipal, en los bajos del Ayuntamiento, para calentarse en la estufa y ponerles mantas, al tener principio de congelación.

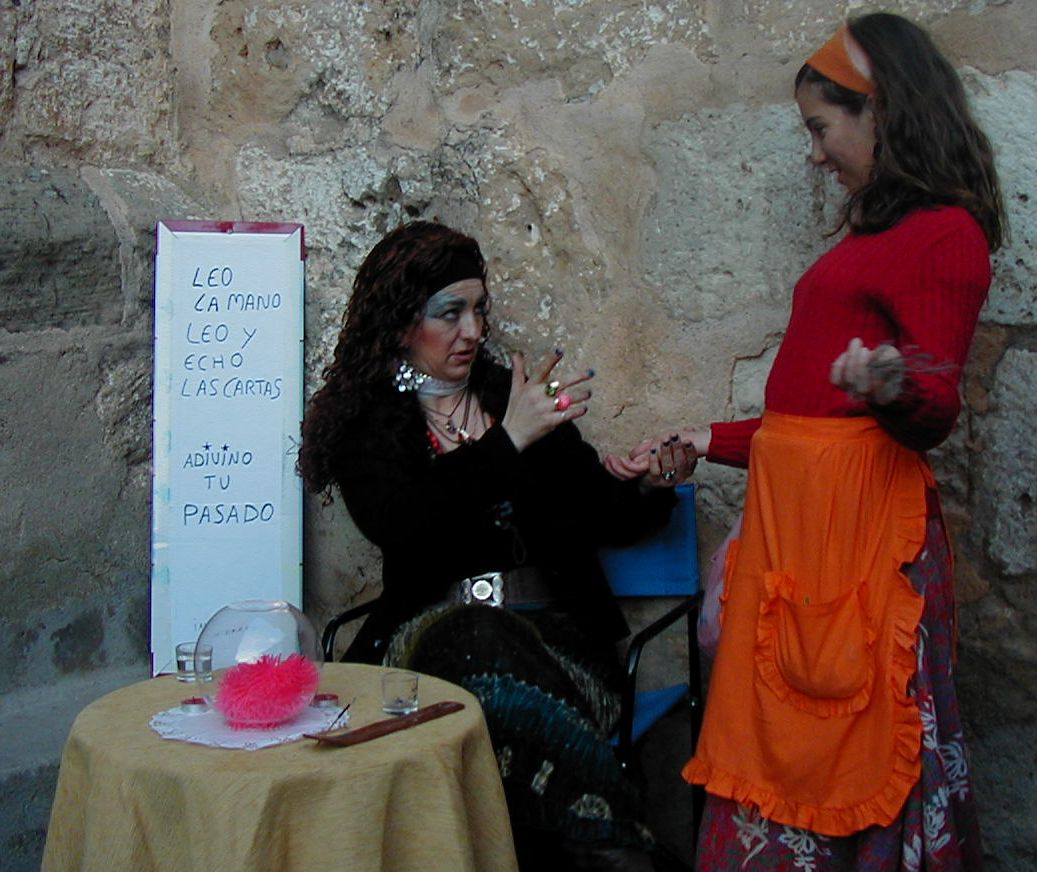
Leyendo la mano (2007)

- En el año 1984, cayó un gran nevazo en pleno carnaval y toda la gente, con palas ayudó a quitar la nieve de la Plaza Mayor para que pudiera celebrarse el desfile. Ese año lo hicieron solo alrededor de la citada plaza.
- Otro año, salió un día de carnaval un número simulando una piscina. Pusieron una lona en un remolque y lo llenaron de agua. Todos los jóvenes se tiraban a la "piscina" y nadaban. Parece casi normal si esto no ocurriera en el mes de febrero y estando a varios grados bajo cero de temperatura.

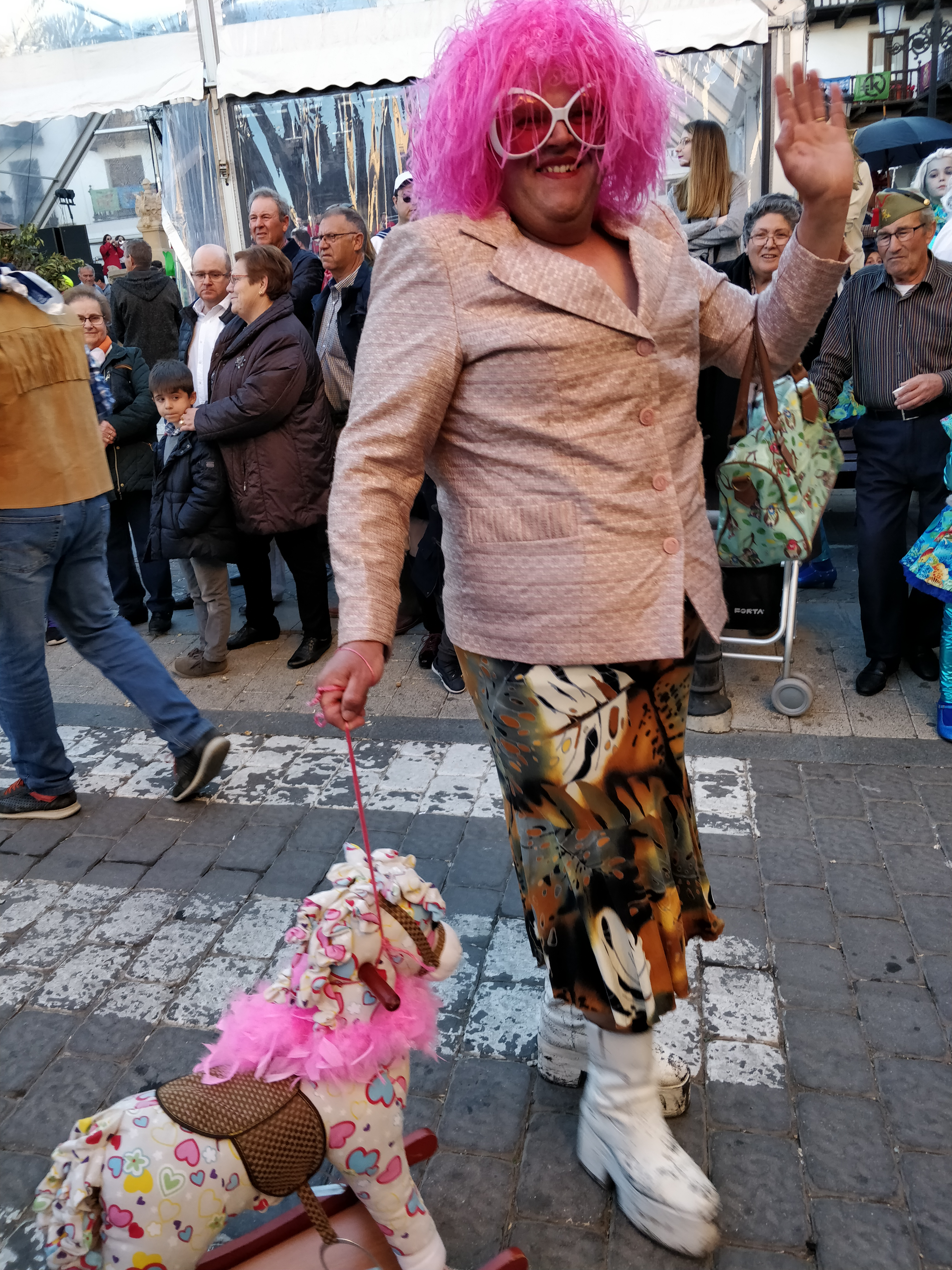
Carnaval 2019

- En 1987, los Yeperos descargaron un camión de arena alrededor de la Plaza. Los municipales llamaron al alcalde que les ordenó que tenían que quitar la arena, pero esta peña dijo que era un número de carnaval (que iban a salir de "bañistas en la playa") y que al terminar la recogerían (lo que cumplieron al día siguiente).
- A los "sufridores" los atraparon los exploradores y los tuvieron encerrados en la jaula desde primeras horas de la tarde, hasta altas horas de la noche.

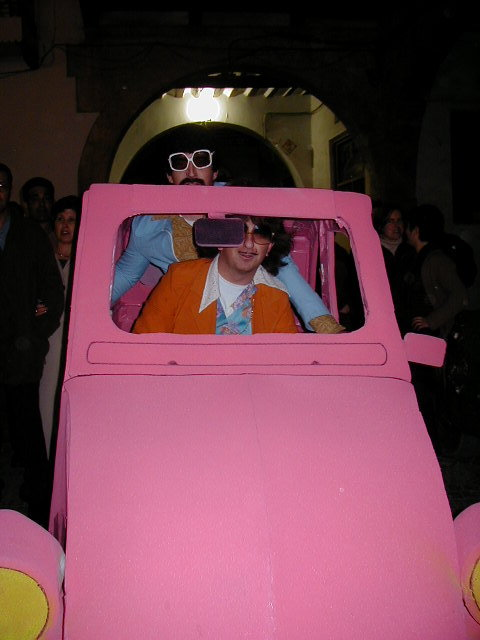
Todo un señor coche

- Hubo un año que salió una pandilla con un remolque haciendo la matanza del cerdo. Llegaron a la Plaza por la mañana y mataron el "gorrino", iban haciendo el despiece y asando y friendo la carne en una cocina de gas que llevaban. Durante todo el día se lo iban comiendo y no pararon hasta terminado todo por la noche. Varios de los componentes tuvieron que ir al médico al día siguiente.
- La "burra de Ambrosio" era una asidua del carnaval. La entraban en los bares y cafeterías y la ponían en la barra como un cliente más. Eso sí, le daban de beber agua mineral con algún que otro vaso de cuerva.
- Y el "macho cabrío de Frutos" que en una cafetería lo subió a la barra y pasó corriendo de un extremo al otro. Imagínense dónde fueron las consumiciones y la gente que había alrededor.
- La "perrita de Patrocinio" que la disfraza de madrileña, de novio, de Papá Noel, de Caperucita Roja, de bailarina,..., y baila apoyándose sobre sus patas traseras. Una maravilla.
- Y para colmo, aquel que para completar su disfraz, se pegó en la "calva" una gallina de "guata" y para que se le sujetara bien, se puso pegamento extrafuerte. La llevó puesta todos los días que duró el carnaval, incluso por la noche, cuando se acostaba. Pero al acabar las fiestas intentó quitársela y no podía porque se le quedó como una ventosa. Para poder despegársela del cuero cabelludo, le echaron gasóil, aceite y hasta agua caliente. Cuando se le despegó, se le quedó la piel pegada a la base de la gallina. Tuvo que ir al médico durante cuatro meses para que le curase. Dice que "vio las estrellas".La sociedad de la nieve en Tarazona (2024)

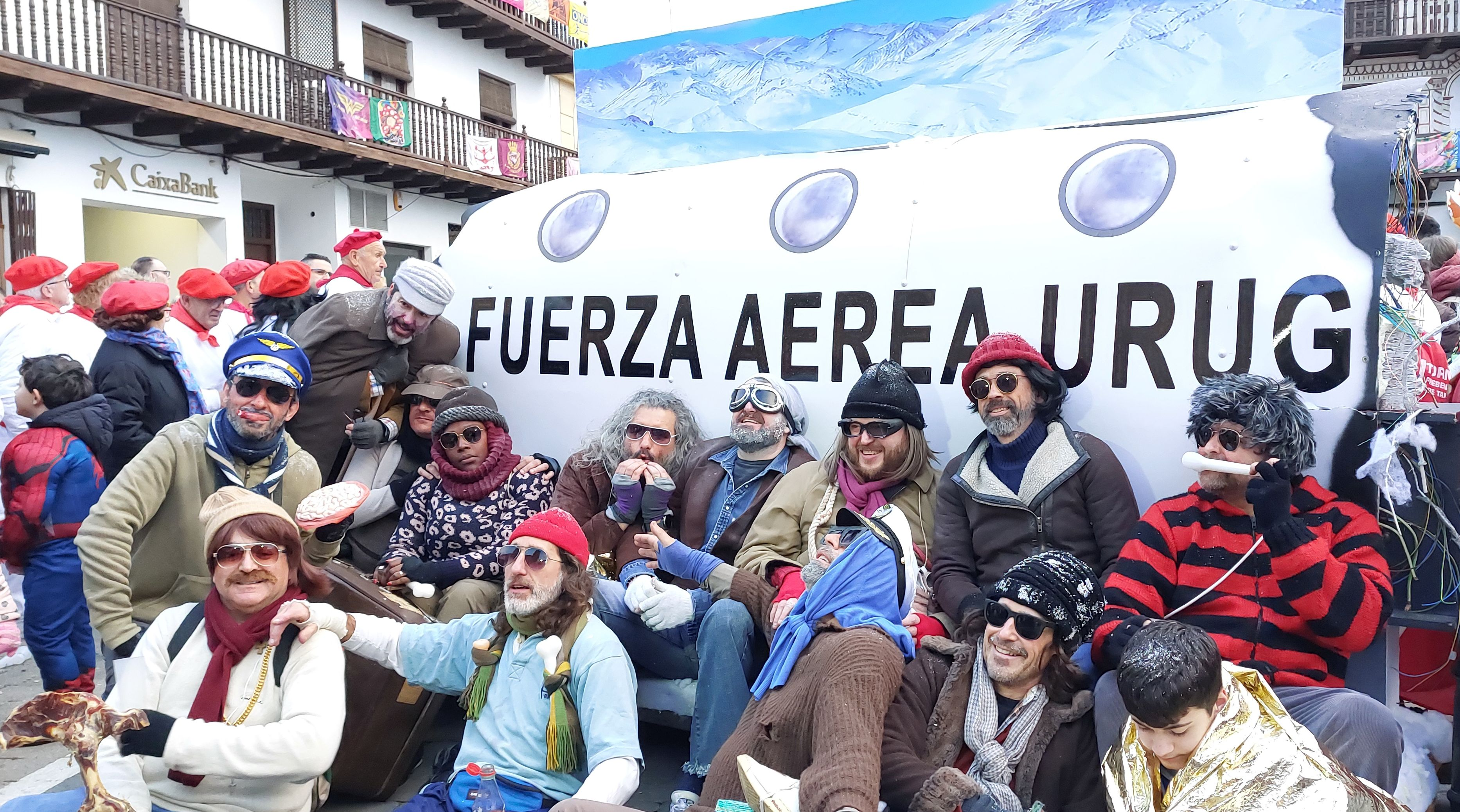
La sociedad de la nieve en Tarazona (2024)

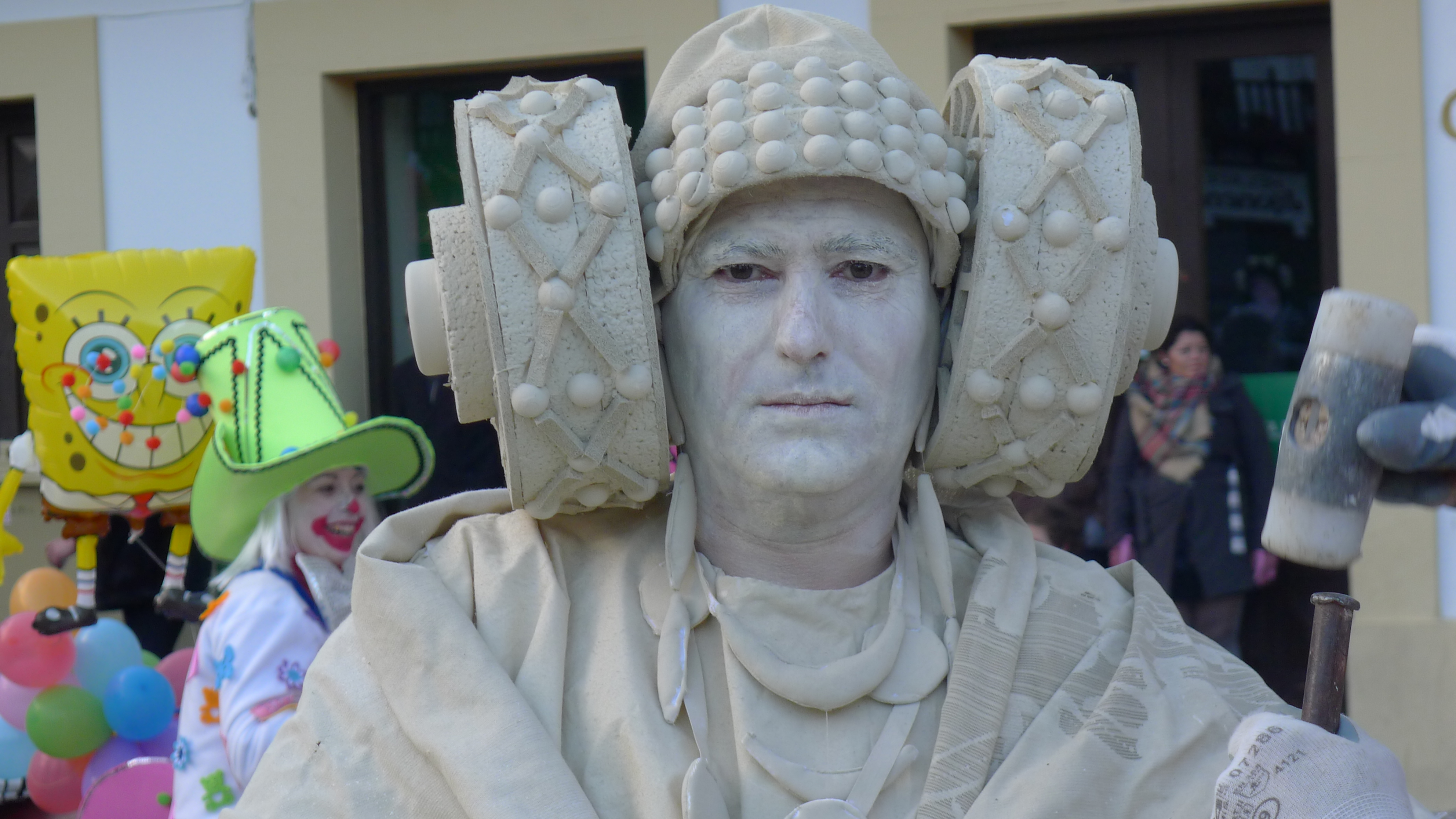
La Dama de Elche (2015)

- Una persona que iba disfrazada con una careta muy fea. Un niño, al verlo, se asustó y comenzó a llorar. La madre del niño le pidió que se quitara la careta y aunque la máscara le dijo que iba a ser peor, insistió tanto la mujer, que se la quitó. El niño al verle la cara aún lloraba más. ¡Y eso que lo advirtió!
- En uno de los últimos "entierros de la sardina" que se celebró hace años, caracterizaron a "Pataca" y lo metieron en un ataúd de verdad. Después de dar el pasacalles, dejaron el ataúd de pie, apoyado en la fachada de la farmacia. La gente que pasaba, al verlo, salía corriendo y a una persona que iba en su coche le sacó la mano y, del susto, dio un volantazo y se soltó contra él, dándole la vuelta. Menos mal que no ocurrió nada.

## Monumento al Carnaval de Tarazona de la Mancha

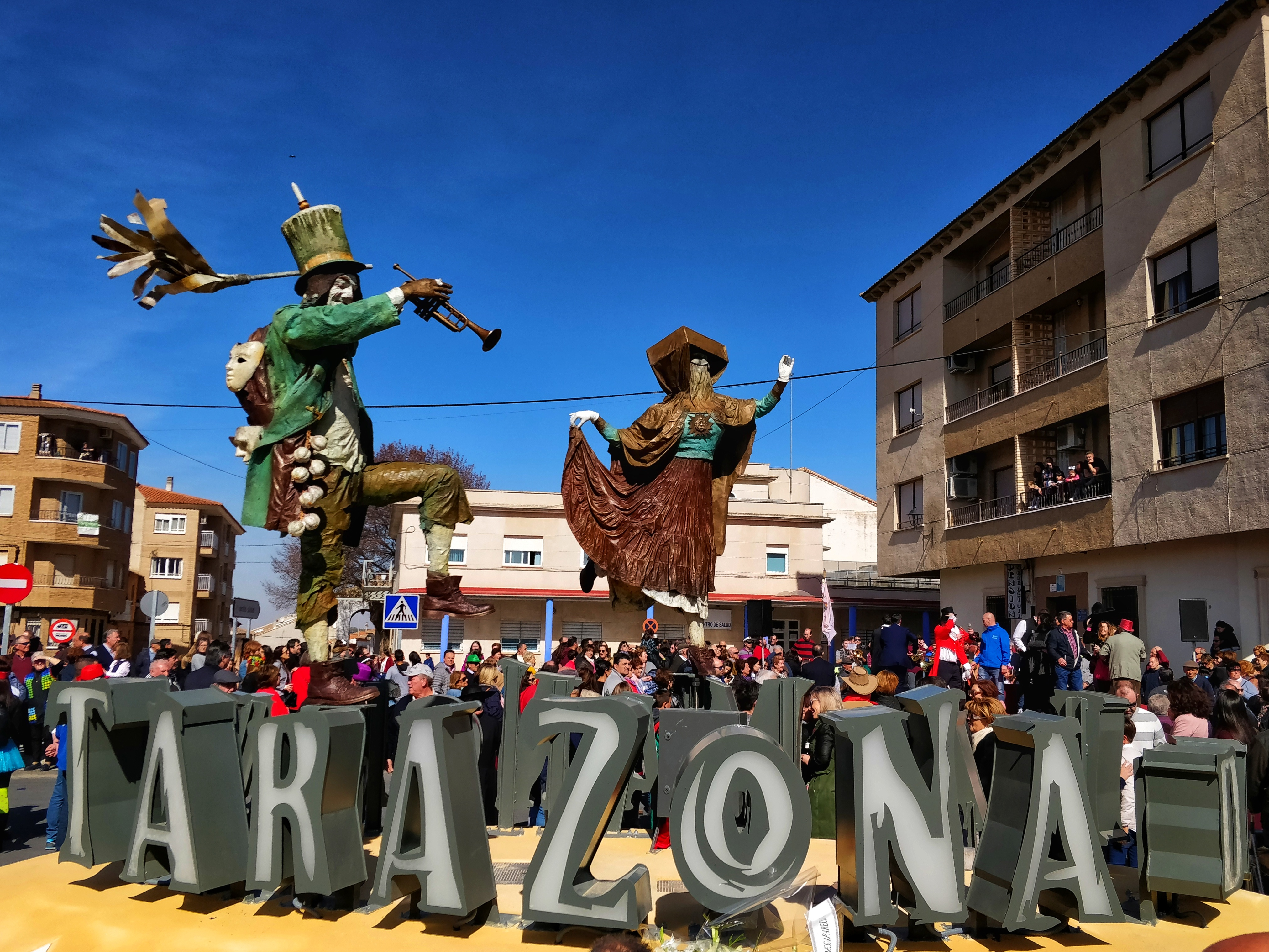
Monumento al Carnaval

El día 23 de febrero de 2019 se inauguró el monumento al Carnaval, se trata de una escultura situada en la rotonda de El Cruce en la entrada del pueblo desde Albacete. Esta  escultura ha sido realizada en bronce por el artista albaceteño José Luis Serzo. La obra, que sirvió para realizar el modelo definitivo, se puede contemplar en la Casa de La Cultura y es todo un orgullo para los tarazoneros pues se trata de dos mascarutas típicas del carnaval de la localidad.

## Museo al Carnaval de Tarazona de la Mancha

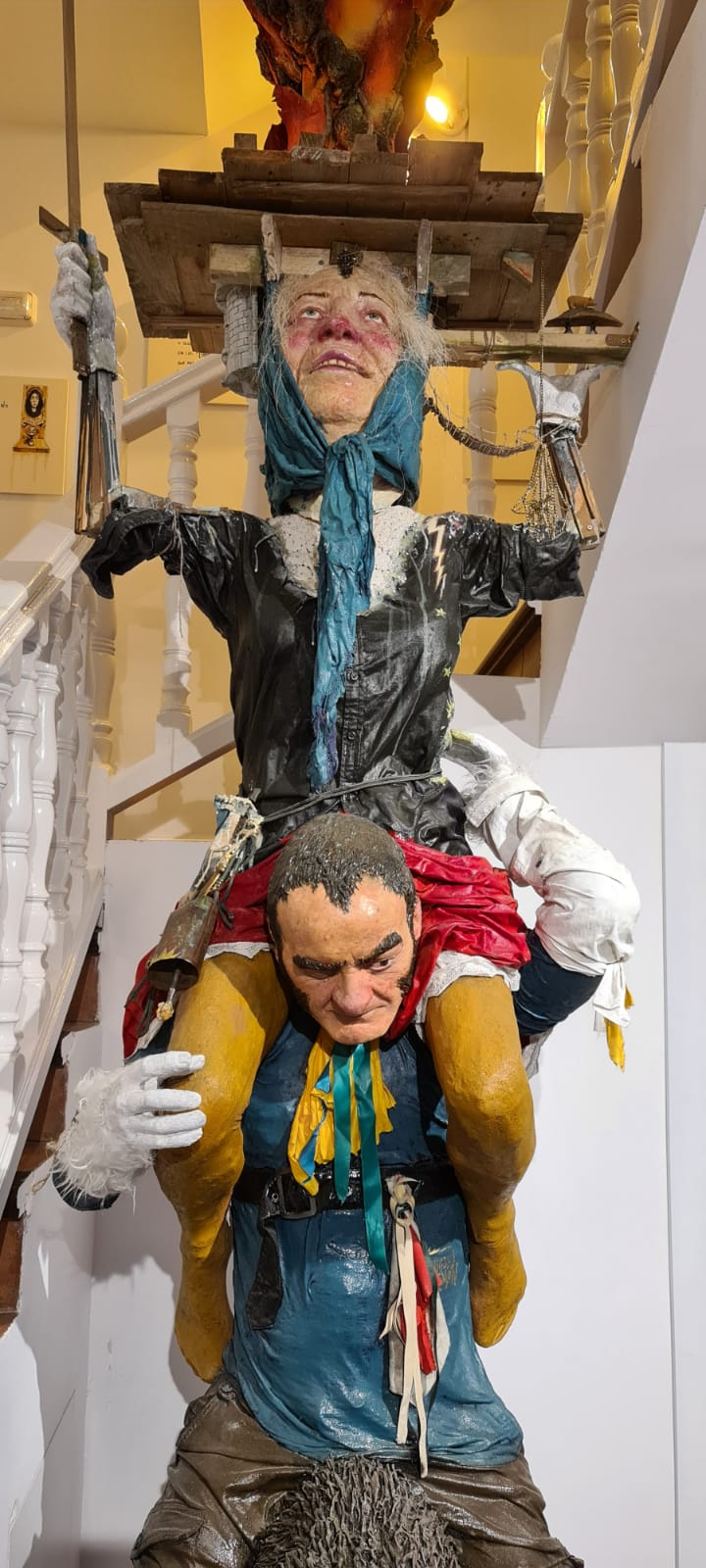
Escultura de José Luis Serzo

En julio de 2021 se inauguró el museo al Carnaval en el edificio del viejo ayuntamiento (siglo XVII), transformado este edificio de celebrar plenos y realizar gestiones a albergar disfraces, exposiciones y vídeos carnavaleros. Dentro de edificio se ha situado una estatua de 9 metros de longitud, obra del artista José Luis Serzo.
El museo ofrece un recorrido a través de sus tres plantas con una moderna visión sobre el patrimonio local y el hecho festivo más importante del municipio, su carnaval:
- En la planta baja hay un punto turístico interactivo con las rutas que se pueden realizar en la localidad desde donde se puede contemplar la magnífica escultura de José Luis Serzo que simboliza el ciclo festivo invernal y el carnaval.
- En la primera planta están las salas donde se describe y exhibe la naturaleza, la historia y el genio festivo de Tarazona de la Mancha, explicado a través de fotografías antiguas, vídeos, paneles y otros soportes.
- En la segunda planta se accede a la sala taller etnográfica y al espacio de inmersión, donde se puede disfrutar del carnaval en toda su amplitud sensorial.

## Videos
|  |  |  |  |